# Ebingen
Ebingen ist seit dem Zusammenschluss 1975 der zentrale, größte Stadtteil von Albstadt im Zollernalbkreis in Baden-Württemberg. Es liegt auf der Schwäbischen Alb, etwa auf halbem Weg zwischen Stuttgart und dem Bodensee. Nördlich angrenzender Stadtteil ist Truchtelfingen, im Westen liegt Lautlingen.

## Lage
Der historische Stadtkern von Ebingen liegt an der oberen Schmiecha, nahe der Talwasserscheide zwischen der nach Nordwesten zum Neckar entwässernden Eyach und der nach Südosten zur Donau fließenden Schmiecha. Das Tal der Eyach-Schmiecha-Furche ist ein seit frühester Zeit benutzter Verkehrsweg über die Alb.

## Geschichte

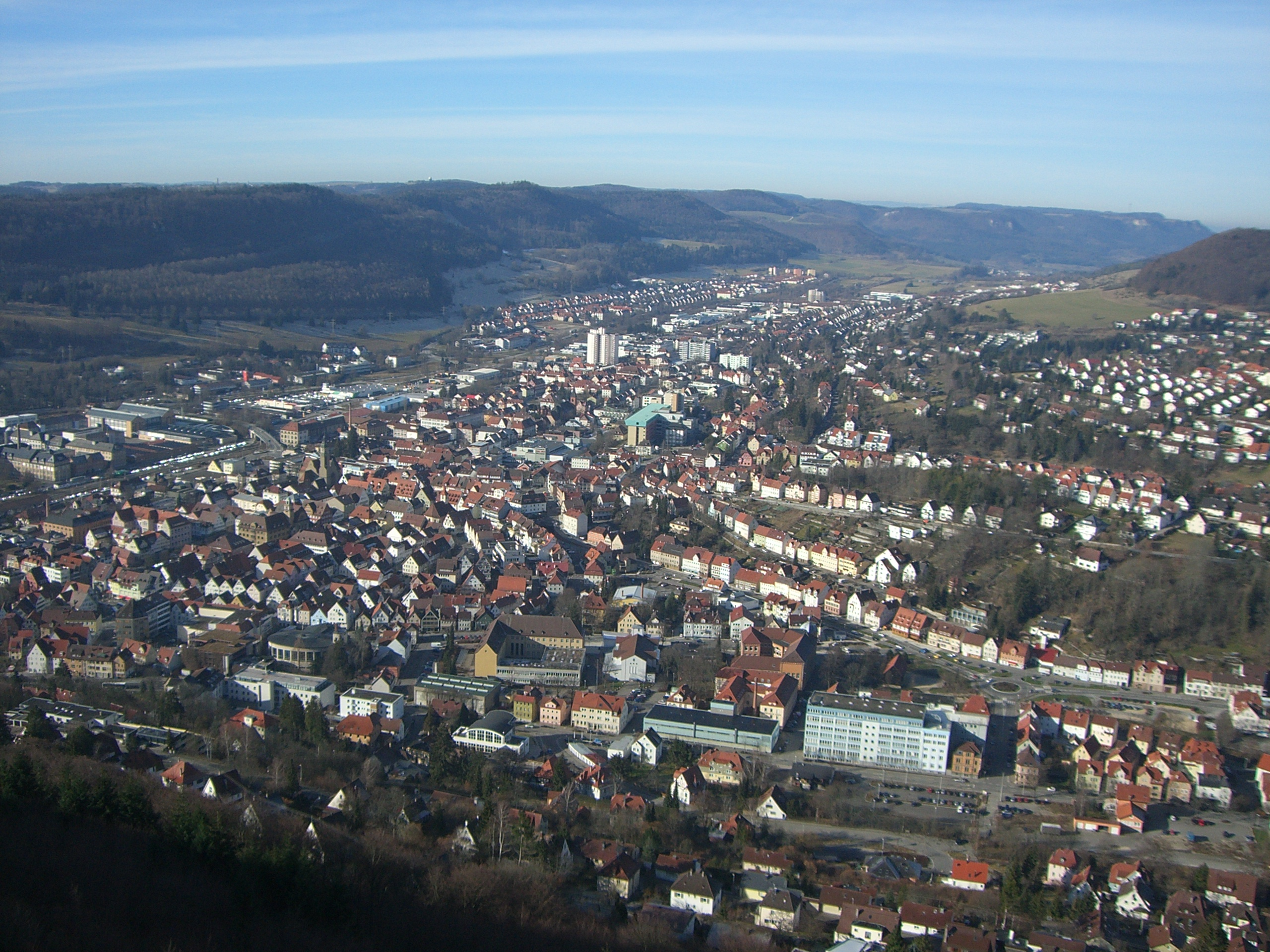
Ebingen vom Schlossfelsen aus

### Frühgeschichte und Mittelalter

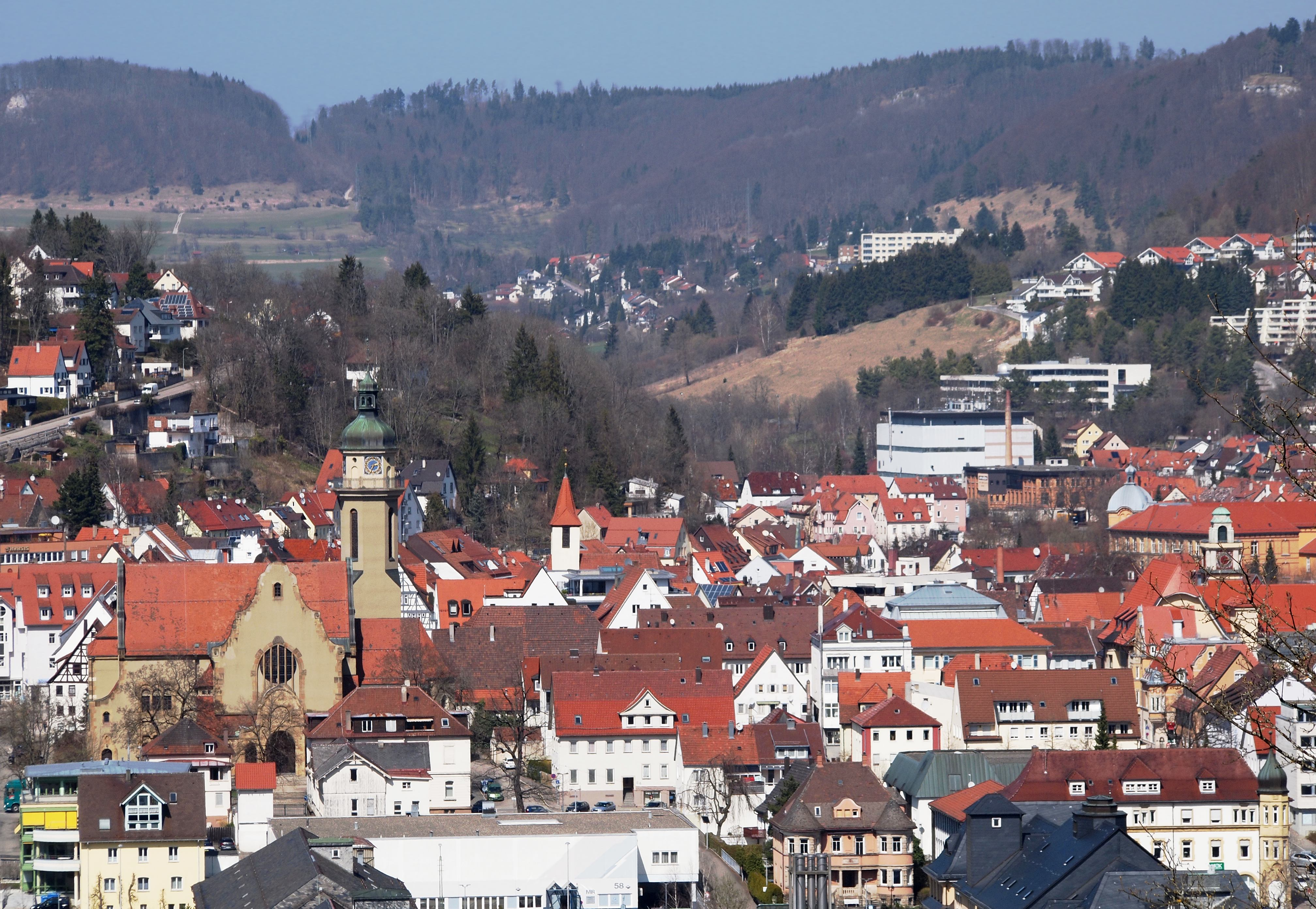
Ebingen, Ortsmitte von der Riedhalde aus

Bereits in frühgeschichtlicher Zeit befand sich auf der späteren Gemarkungsgrenze von Ebingen und Lautlingen das römische Kastell Lautlingen.
Ebingen selbst wurde erstmals im Jahre 793 in einer Schenkungsurkunde an das Kloster St. Gallen urkundlich erwähnt. Der Ort ist allerdings mit Sicherheit wesentlich älter: Ein Hinweis darauf ist nicht nur der Ortsname mit der Endung „-ingen“, sondern vor allem auch zahlreiche Gräber der Merowingerzeit. Wann die Besiedlung in nachrömischer Zeit begann, lässt sich derzeit nicht genau bestimmen. Es ist damit zu rechnen, dass die Lage auf der Rauhen Alb zu einer verzögerten Besiedlung führte.
Eine Konzentration der Besiedlung im Umfeld der späteren Stadt zeichnet sich anhand der Gräberfelder ab, doch liegt der größte Bestattungsplatz westlich der Stadt im Tal des Riedbaches.
Die im Vergleich zu den Nachbarorten relativ günstige Verkehrslage im Tal von Eyach und Schmiecha war sicher eine wichtige Grundlage für die weitere Bevölkerungsentwicklung. Ebingen entwickelte sich während des Früh- und Hochmittelalters zu einem Zentralort der näheren Umgebung. Es wurde Sitz eines kirchlichen Landdekanats und erhielt schließlich Stadtrechte. Eine Stadterhebungsurkunde ist nicht erhalten; der früheste schriftliche Hinweis auf Ebingens Status als Stadt stammt aus dem Jahr 1285, als ein Schultheiß Albrecht von Honstetten genannt wurde. Wahrscheinlich waren es die Grafen von Hohenberg, die den Ort um 1260 zur Stadt erhoben.
1367 kam Ebingen als Pfand an das Haus Württemberg, 1468 wurde die Stadt als württembergischer Besitz endgültig bestätigt. Ebingen wurde württembergische Amtsstadt, doch gehörten lediglich die benachbarten Orte Ehestetten und Bitz zu seinem Amtsbezirk. In der Stadt saß jedoch ein Amtmann und Ebingen war außerdem auf dem Stuttgarter Landtag vertreten.
Im 15. Jahrhundert entstanden die Obere und die Untere Vorstadt als Erweiterung der Kernstadt. Sie sind Indiz eines starken Bevölkerungswachstums, das aus der Zuwanderung ländlicher Bevölkerung aus umliegenden Orten resultierte. Westlich von Ebingen liegt eine Wüstung namens Stetten, die vor 1560 aufgegeben wurde. Die Bevölkerung von Ehestetten unterhalb der Stadt wurde irgendwann zwischen 1453 und 1624 zwangsweise umgesiedelt, so dass nur eine Mühle bestehen blieb.
In der Nähe von Ebingen befinden sich noch Reste der Burg Ehestetten und der Burg Häringstein aus dem 11. bis 12. Jahrhundert, auch die Burg Ebingen befand sich im Stadtgebiet.

### Industrialisierung

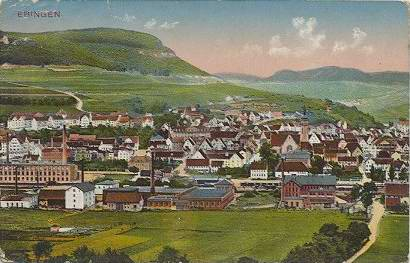
Ebingen um 1900

Wirtschaftliche Grundlage der Stadt war sicher der Agrarsektor. Flurnamen in der Umgebung Ebingens deuten auf die Bedeutung der Viehwirtschaft. Zahlreiche Schlackefunde, die im Bett der Schmiecha unterhalb der Stadt gemacht wurden, deuten auf eine mittelalterliche Eisenverhüttung hin.
Nach dem Dreißigjährigen Krieg verändert sich die wirtschaftliche Struktur der Stadt. Es ist eine deutliche Zunahme handwerklicher Berufe hauptsächlich im Textilsektor zu verzeichnen. So finden wir 1664 nicht mehr als 15 Weber, bis 1788 hatte sich deren Zahl jedoch verdoppelt; außerdem waren 53 Strumpfwirker, 77 Zeugmacher und 20 Bortenwirker hinzugekommen. Eine solche frühe Ausrichtung auf den Textilbereich wirkte sich nachhaltig auf die Industrialisierung in Ebingen aus. Deren erste Anfänge liegen im Wirken des Textilfabrikanten Johannes Mauthe, genannt „Löwen-Mauthe“, der 1834 die erste Dampfmaschine und 1836 den ersten Rundwirkstuhl nach Ebingen brachte.
Der große Durchbruch kam allerdings erst in den 1870er Jahren, insbesondere durch den Anschluss an die Bahnstrecke Tübingen–Sigmaringen am 1. Juli 1878. Neben der Herstellung von Trikotwaren kam in Ebingen der Produktion von Samt und Manchesterstoffen eine größere Bedeutung zu, darüber hinaus spielten der Waagenbau wie auch die Erzeugung von Nadeln (Theodor Groz, heute Groz-Beckert) eine maßgebliche Rolle. Die allgemeine wirtschaftliche Aufwärtsbewegung bewirkte eine gewaltige Bevölkerungszunahme. Hatte die Stadt 1820 noch 4.126 Einwohner, so waren es 1871 bereits 5.029, 1895 dann 7.600 und 1910 schließlich 11.423.

### Verwaltungsgeschichte
Ebingen war zu Zeiten des Herzogtums Württemberg eine eigene Amtsstadt, jedoch abgesehen von Ehestetten und Bitz ohne weitere unterstellte Amtsorte. Mit der Gründung des Königreichs Württemberg kam Ebingen zum Oberamt Balingen, konnte aber noch bis 1819 als Sitz eines Justizamts fungieren. Seit 1819 war die Stadt ganz im Oberamt Balingen eingegliedert und kam 1934 zum Kreis und 1938 zum Landkreis Balingen.

### 20. Jahrhundert

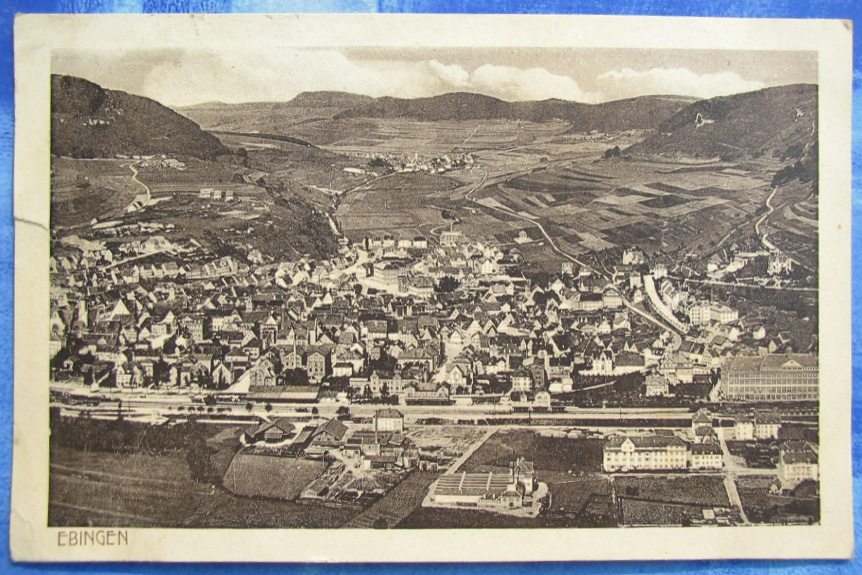
Um 1917

Der Erste Weltkrieg beeinträchtigte die Ebinger Wirtschaft nur vorübergehend; der Mangel an Rohstoffen und Lebensmitteln erzeugte aber bei der Arbeiterschaft großen Unmut. Weniger rabiat freilich reagierten die Ebinger auf die Machtübernahme der Nationalsozialisten. Die Bürger legten keinen sichtbaren Widerstand an den Tag, als Kommunisten und Gewerkschafter verschwanden, als die wenigen Ebinger Juden vertrieben wurden, als Vereine und Parteien sich zur Auflösung bewegen ließen. Als einer der wenigen Aufrechten kann der Fabrikant Fritz Haux gelten, der unerschrocken für die Liberalen eintrat und deswegen zeitweise im Gefängnis saß.
Der Zweite Weltkrieg brachte mehr als 1600 Zwangsarbeiter in die Stadt, die Hälfte davon Russen. Der Krieg selbst kam erst am 11. Juli 1944 in Gestalt eines Bombenangriffs nach Ebingen, wobei 65 Menschen ums Leben kamen und im Stadtzentrum 37 Häuser zerstört wurden. Am 18. April 1945 wurde der Bahnhof zur Zielscheibe eines weiteren Luftangriffs. Beim Beschuss eines Munitionszugs explodierte die Munition und verwüstete den Bereich rund um den Bahnhof.
Während der NS-Zeit war seit 1934 Emil Hayer Bürgermeister von Ebingen, er wurde zunächst 1944 durch Eugen Rilling abgelöst, war aber 1945 erneut Bürgermeister. Nach Kriegsende wurde Albert Walker Bürgermeister, welcher aber schon 1946 durch Fridolin Reiber abgelöst wurde, der bis 1948 im Amt war. 1948–1960 fungierte (Ober-)Bürgermeister Walther Groz, in dessen Amtszeit der Ausbau der Stadt infolge Zuwanderung (Kriegsfolgen, Wirtschaftswunder) fiel. 1956 überschritt die Einwohnerzahl die Zahl 20.000, was bedeutete, dass Ebingen fortan den Titel einer Großen Kreisstadt führen durfte; der Bürgermeister wurde damit dazu zum Oberbürgermeister. In den 1950er Jahren wurden die Schulen erweitert, die Schalksburgschule wurde 1957 neu errichtet; 1956 entstand ein repräsentatives Hallenbad.
Nach dieser Aufbauphase setzte unter Oberbürgermeister Hans Hoss (1961–1975) eine Konsolidierungsphase ein. In dieser Zeit entstanden die Umgehungsstraße (B 463), das Berufsschulzentrum, das Gymnasium und der Krankenhaus-Neubau.
Eingemeindet wurden Margrethausen am 1. Dezember 1971, Lautlingen am 1. Mai 1972 und Laufen an der Eyach am 1. Mai 1973.
Am 1. Januar 1975 wurde die neue Stadt Albstadt gegründet, in der Ebingen aufgegangen ist.

## Politik

### Wohnplätze
Zu Ebingen gehören folgende Stadtteile und Wohnplätze: Ehestetter Hof, Ehestetter Mühle, Eselmühle, Fohlenweide, Galthaus, Im Degerwand, Im Kienten, Im Mehlbaum, Jausenteich, Oststadt, Petersburg, Sandgrube, Setze, Stopper, (Am) Schloßberg, Waldheim, Weiherwuhr, Weststadt und Weißenburg.

### Wappen
| Wappen von Ebingen | Blasonierung: „Unter goldenem Schildhaupt eine linkshin liegende schwarze Hirschstange, geteilt von Silber und Rot.“ |
| Wappen von Ebingen | Wappenbegründung: Die Farben Silber und Rot stehen für die Grafschaft Hohenberg (Vorderösterreich), zu der Ebingen gehörte, bevor es an Württemberg kam. Später wurde der Ort an Württemberg verkauft, daher auch die Hirschstange. Außerdem waren es die Grafen von Hohenberg, die Ebingen das Stadtrecht verliehen. Das Schildhaupt weist auf die Zugehörigkeit zu Württemberg hin, zeigt allerdings (im Gegensatz zur württembergischen Hirschstange und allen anderen darauf basierenden Kommunalwappen in Württemberg) nach links statt nach rechts. |

### Einwohnerentwicklung
Einwohnerzahlen nach dem jeweiligen Gebietsstand bis 1970. Ab 1975 siehe Albstadt. Die Zahlen sind Volkszählungsergebnisse (¹) oder amtliche Fortschreibungen der jeweiligen Statistischen Ämter (nur Hauptwohnsitze).
| Jahr | Einwohnerzahlen |
| ---- | --------------- |
| 1654 | 1.356           |
| 1719 | 2.142           |
| 1758 | 3.197           |
| 1803 | 3.750           |
| 1823 | 3.931           |
| 1843 | 4.673           |
| 1855 | 4.441           |
| 1861 | 4.612           |

| Jahr                 | Einwohnerzahlen |
| -------------------- | --------------- |
| 1. Dezember 1871 ¹   | 5.029           |
| 1. Dezember 1880 ¹   | 5.555           |
| 1. Dezember 1900 ¹   | 9.000           |
| 1. Dezember 1910 ¹   | 11.423          |
| 16. Juni 1925 ¹      | 12.128          |
| 16. Juni 1933 ¹      | 14.218          |
| 17. Mai 1939 ¹       | 14.722          |
| 13. September 1950 ¹ | 17.076          |

| Jahr              | Einwohnerzahlen |
| ----------------- | --------------- |
| 6. Juni 1961 ¹    | 21.092          |
| 27. Mai 1970 ¹    | 22.594          |
| Juni 2006         | 19.618          |
| Juni 2011         | 18.584          |
| 31. Dezember 2016 | 19.108          |
| 30. Juni 2022     | 19.794          |

Signifikant ist die Verdoppelung der Einwohnerzahl innerhalb von 30 Jahren (von 1880 bis 1910) als Folge des Eisenbahnanschlusses 1878 und der florierenden Textil- und Metallverarbeitungsindustrie.

## Kultur und Sehenswürdigkeiten
Ebingen liegt an der Hohenzollernstraße und an der Schwäbischen Albstraße.

### Museen
- Städtische Galerie Albstadt mit den ständigen Themen Landschaftsbild der Schwäbischen Alb, Werke von Christian Landenberger (1862–1927) und Otto Dix (1891–1969)
- Kräuterkasten: regionales Museum für Naturkunde und Archäologie

Trachtenpärchen in Ebingen (1824)

- Heimatmuseum: Das Museum wurde 1926 gegründet und hat eine wechselvolle Geschichte hinter sich. Ursprünglich befand es sich im Dachstock des Ebinger Rathauses, wo es beim Bombenangriff im Juli 1944 schweren Schaden nahm. Nach dem Krieg wurde es wiederhergestellt. Im Laufe der Nachkriegszeit diente es immer öfter für Kunstausstellungen. Nach der Gründung von Albstadt 1975 musste es weichen, denn der Dachstock des Rathauses wurde als Gemeinderatssaal der nun wesentlich größeren Stadt gebraucht. Die Exponate des Heimatmuseums wurden eingemottet, die Kunstwerke fanden ein neues Domizil im evangelischen Vereinshaus, heute Städtische Galerie. Erst in den 1980er Jahren fand ein Förderverein Ebinger Heimatmuseum zusammen, der es schließlich schaffte, dass das Heimatmuseum 1996 in der Alten Schule auf dem Spitalhof wieder eröffnet wurde, zunächst unter dem etwas irreführenden Namen Ebinger Heimatstuben, ab 1999 dann wieder unter seinem ursprünglichen Namen.

### Bauwerke

#### Kirchen
- Die St.-Michaels-Kirche (Albstadt) ist eine kleine romanische Kirche im zu Albstadt gehörenden Dorf Burgfelden. Sie enthält Wandmalereien, die mit den Wandmalereien des Klosters Reichenau verwandt sind.

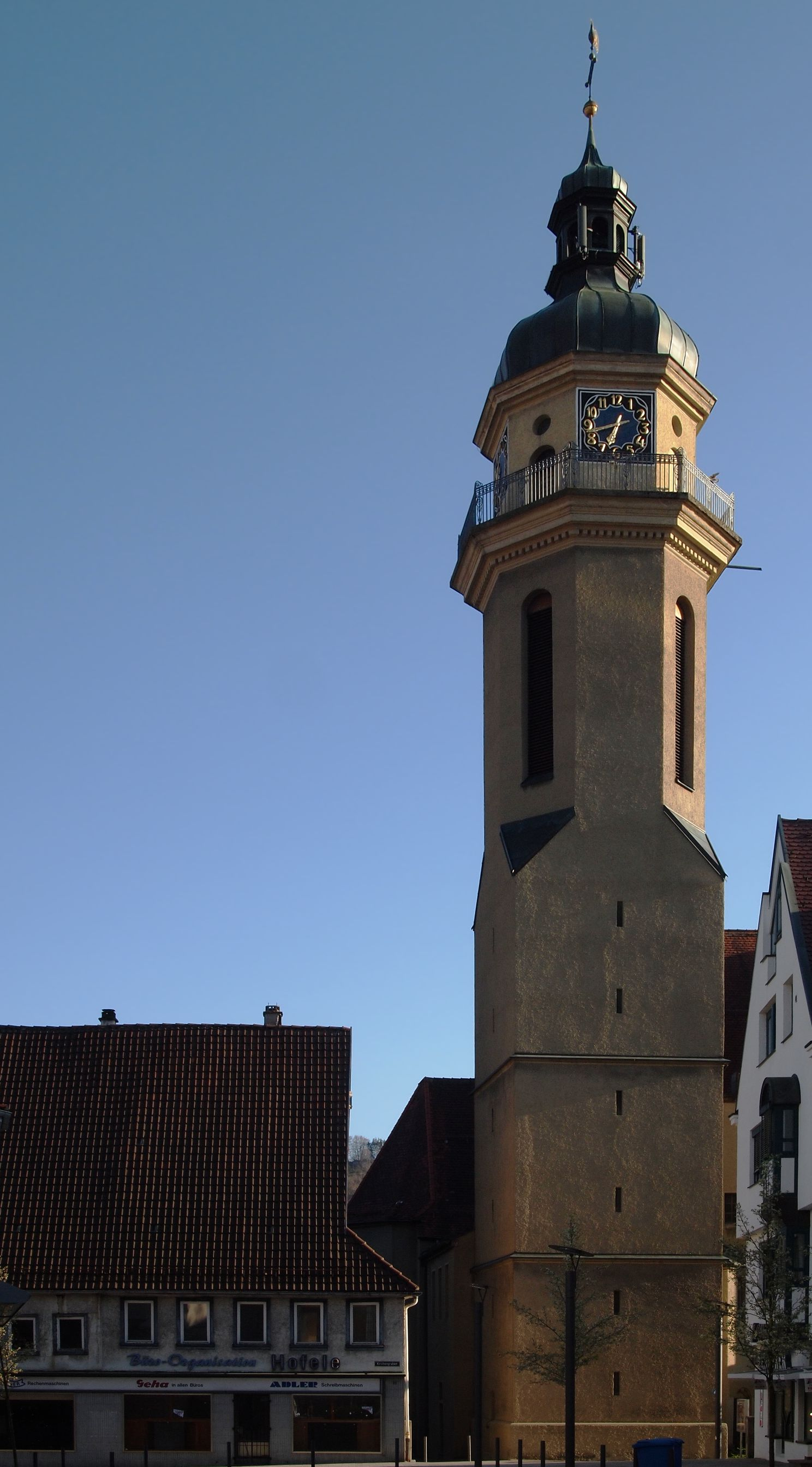
Martinskirche, Turm von 1670. Links die Klause.

- Evangelische Martinskirche[8][9], Turm von 1670, Kirchenbau neobarock mit Jugendstil-Schmuckelementen. Bereits im 7. Jahrhundert entstand an dieser Stelle über einem alamannischen Gräberfeld ein Gotteshaus, an dessen Stelle später eine frühgotische Rundpfeilerbasilika trat. Diese Kirche wurde 1270 erstmals erwähnt, 1342 tauchte sie als St.-Martins-Kirche auf. Eine 1382 gestiftete Frauenkapelle wurde 1490 neu erbaut. In der Kirche befindet sich der Grabstein des Ritters Heinrich von Ringelstein, genannt „Affenschmaltz“, von 1413. Seine Stammburgen war die Burgen Hohenringingen und die Burg Ringelstein. Nach langen Diskussionen in der Gemeinde wurde der Großteil der St.-Martins-Kirche 1905 wegen Baufälligkeit abgerissen und bis 1906 dafür ein repräsentativer Neubau in zeitgenössischen Formen mit einer eindrucksvollen Schaufassade nach Süden errichtet. Der alte, spätgotische Chor (1473) und der 1670 erneuerte Turm wurden in den Neubau einbezogen. Der Entwurf stammte von den Stuttgarter Architekten Paul Schmohl und Georg Stähelin.
Im Mittelalter befanden sich bei den Kapellen in Heinstetten und Hossingen keine Friedhöfe. Die Bewohner wurden in Ebingen bei der Martinskirche bestattet. Der Weg über die Burg Meßstetten und den „Siebenkreuzlesweg“ ist noch heute als Totenweg bekannt. „Alle Einwohner, Manns und Weibspersonen, Junge und Alte, zu Hossingen gehören von alters her tot und lebendig in die Pfarrei Ebingen. Doch werden sie jetzt 1564 von einem Pfarrer zu Meßstetten versehen.“[10]

- Die Klause neben der Martinskirche war von 1344 bis 1608 von Terziarinnen bewohnt.[11] Der Dachstuhl enthält Balken von 1427.[12][13]
- Die evangelische Kapellkirche wurde 1382 „zu Ehren Unserer Lieben Frau und des Heiligen Grabes zu Jerusalem“ gestiftet. Der jetzige Bau stammt aus dem Jahr 1490 und wurde 1833 renoviert.

Die Bevölkerungszunahme der Stadt Ebingen nach dem Zweiten Weltkrieg machte den Bau weiterer Kirchen und Einrichtung weiterer Pfarreien notwendig. Die evangelischen Kirchen bilden mit der alten Martinskirche die Evangelische Gesamtkirchengemeinde Ebingen, die zum Dekanat Balingen der Evangelischen Landeskirche in Württemberg gehört.
- Evangelische Friedenskirche (2024 entwidmet[14]), 1931 ausdrücklich mit diesem Namen erbaut beim Gebiet der ehemaligen „Munast“ (im Ersten Weltkrieg: Munitionsanfertigungsstelle für Kriegszwecke, danach Wohnsiedlung) im Stil des Neuen Bauens durch den einheimischen Architekten Wilhelm Baur und seine Baufirma F. & W. Baur,[15] jetzt in einem Gewerbegebiet gelegen.
- Zur Zeit der Erbauung evangelische, heute serbisch orthodoxe Thomaskirche in der Oststadt, mit Herrnhuter Stern und Bronzeplastik; erbaut 1962, denkmalgeschützt.[16] Abendgebet nach Taizé.[17] Orthodoxe Gottesdienste,[18][19] Gospel.[20] Ab 13. Juli 2024 orthodoxe St. Thomaskirche, Ikonenwand in Planung.[21]
- Evangelische Emmauskirche im Stadtteil Ebingen-West
- Katholische Kirche St. Josef, neugotischer Backsteinbau: Im Zuge der Industrialisierung hatte die katholische Bevölkerung Ebingens beträchtlich zugenommen, so dass sie 1892 ein eigenes Gotteshaus erhielt. Da die Zahl der Katholiken nach der Fertigstellung der Kirche noch weiter zunahm, wurde 1912 eine Erweiterung notwendig.
- Katholische Heilig-Kreuz-Kirche in der Oststadt, erbaut 1965
- Katholische Kirche St. Hedwig in Ebingen-West, erbaut 1973

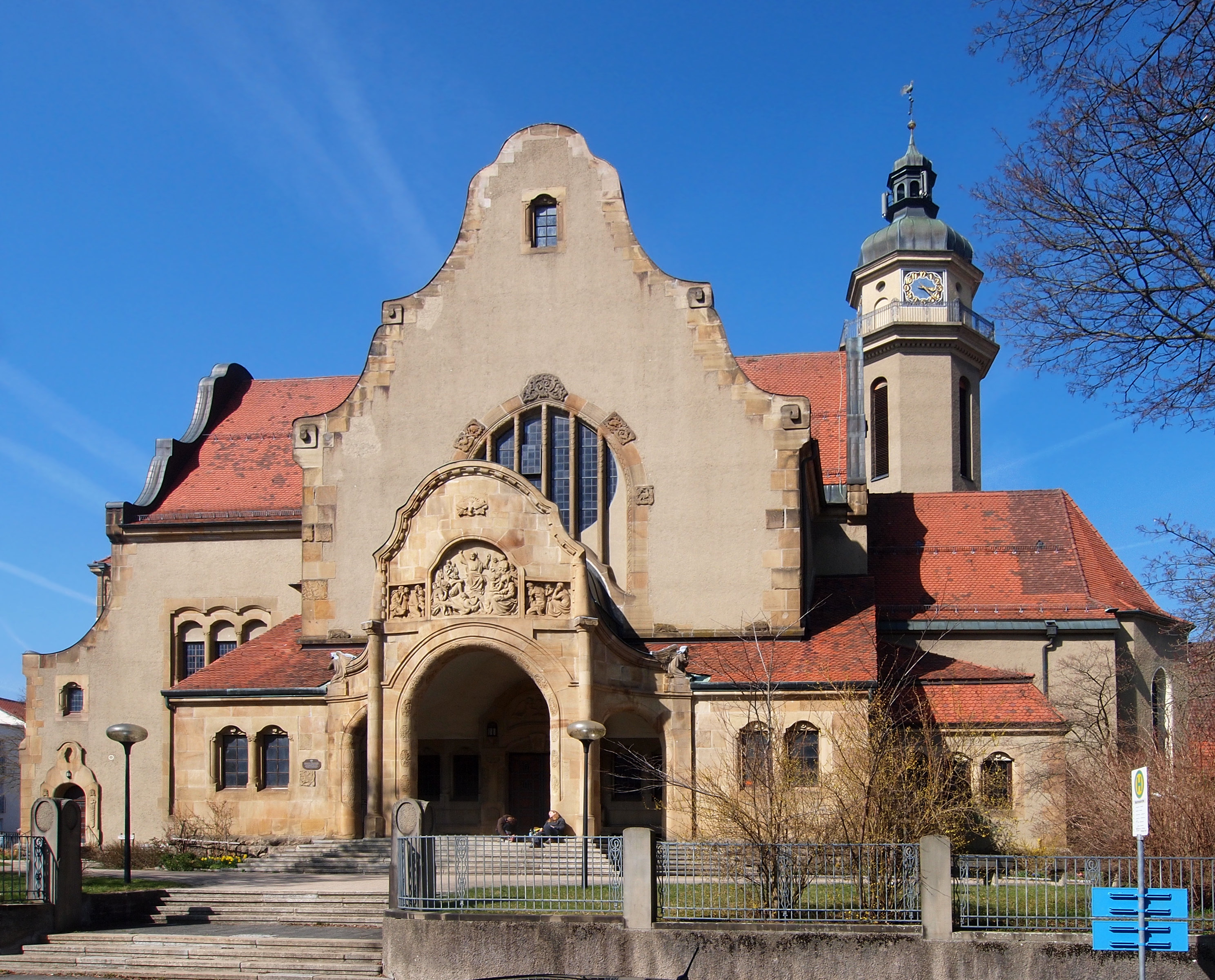
Martinskirche, Schaufassade
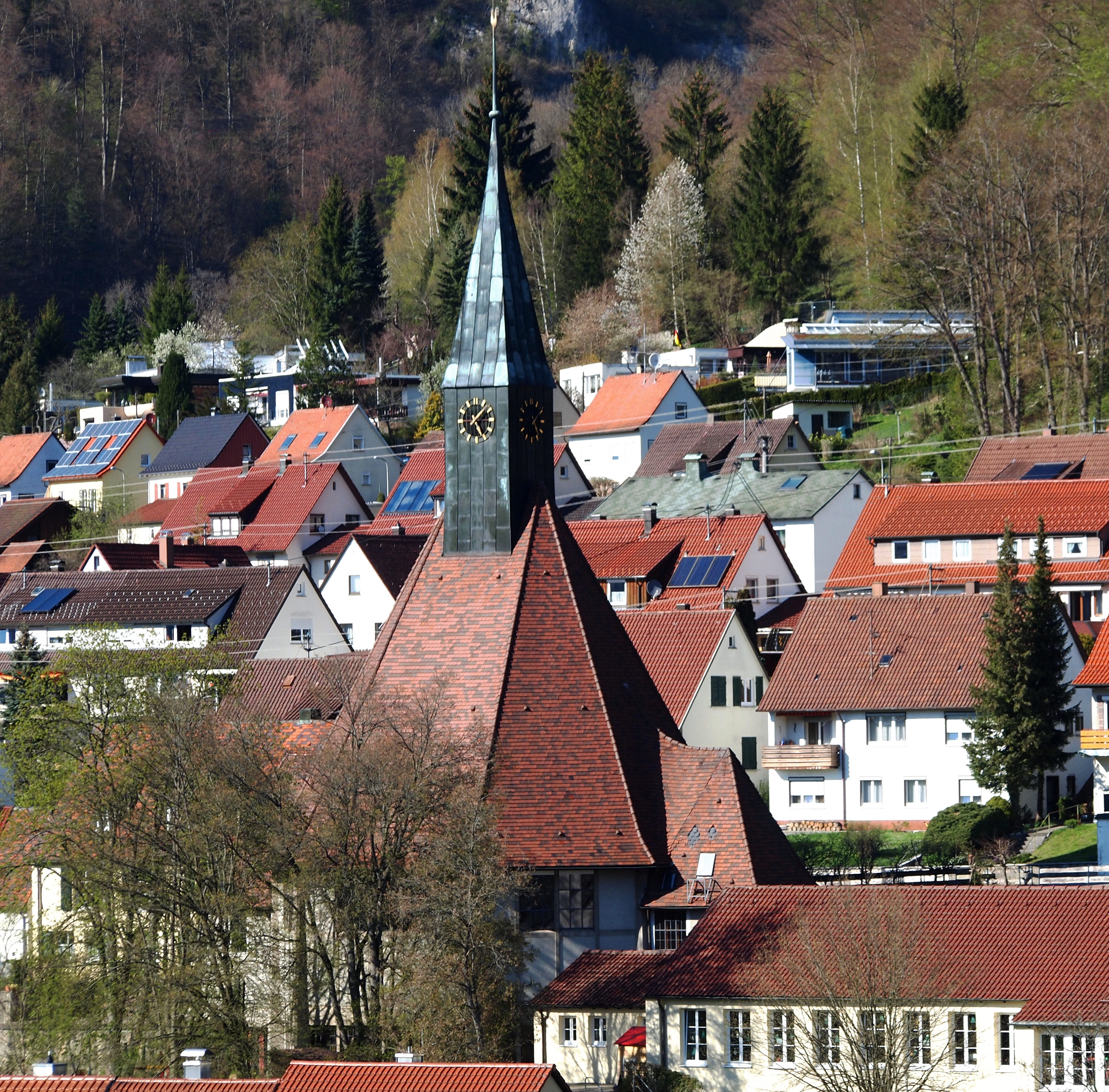
Thomaskirche
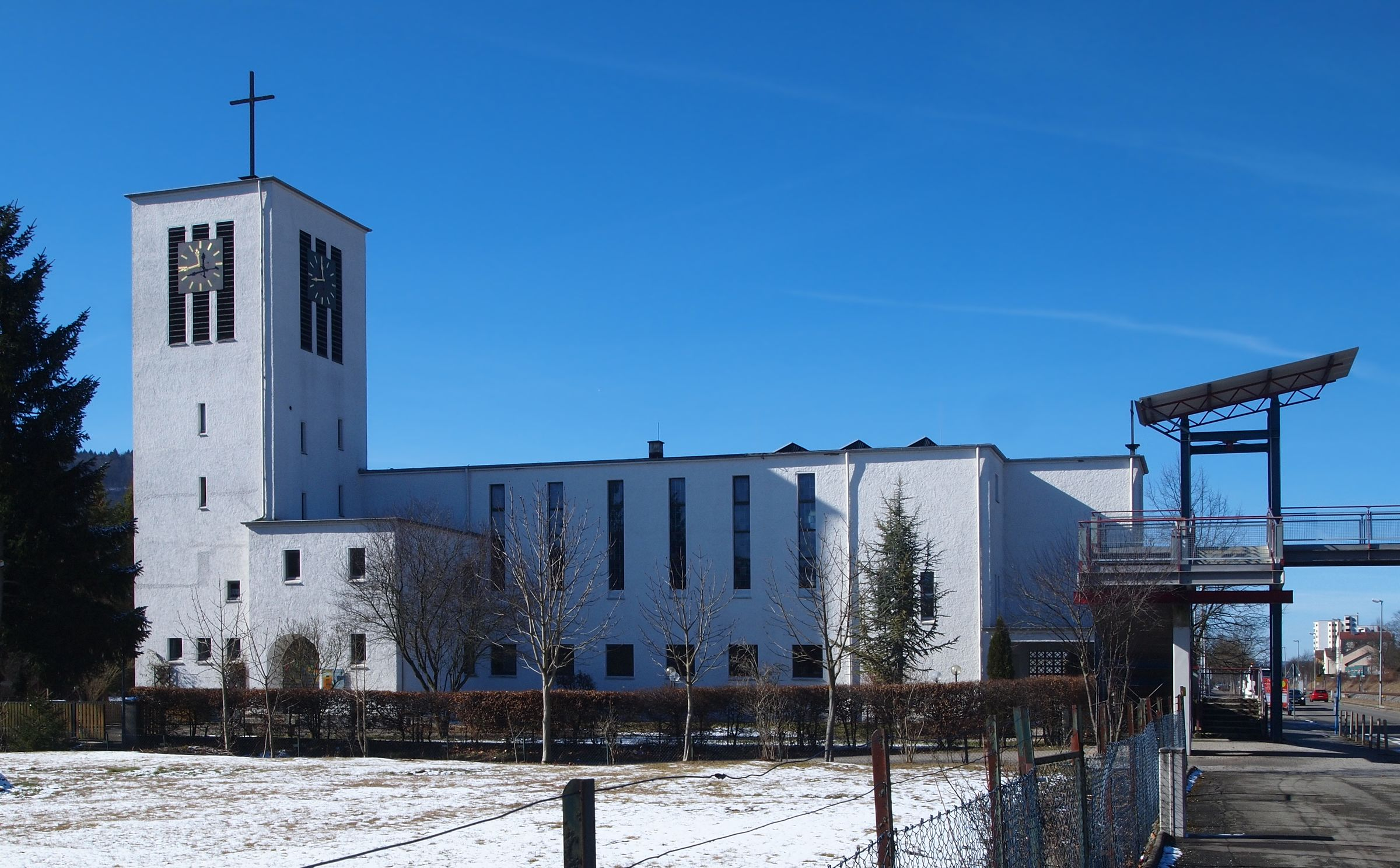
Friedenskirche
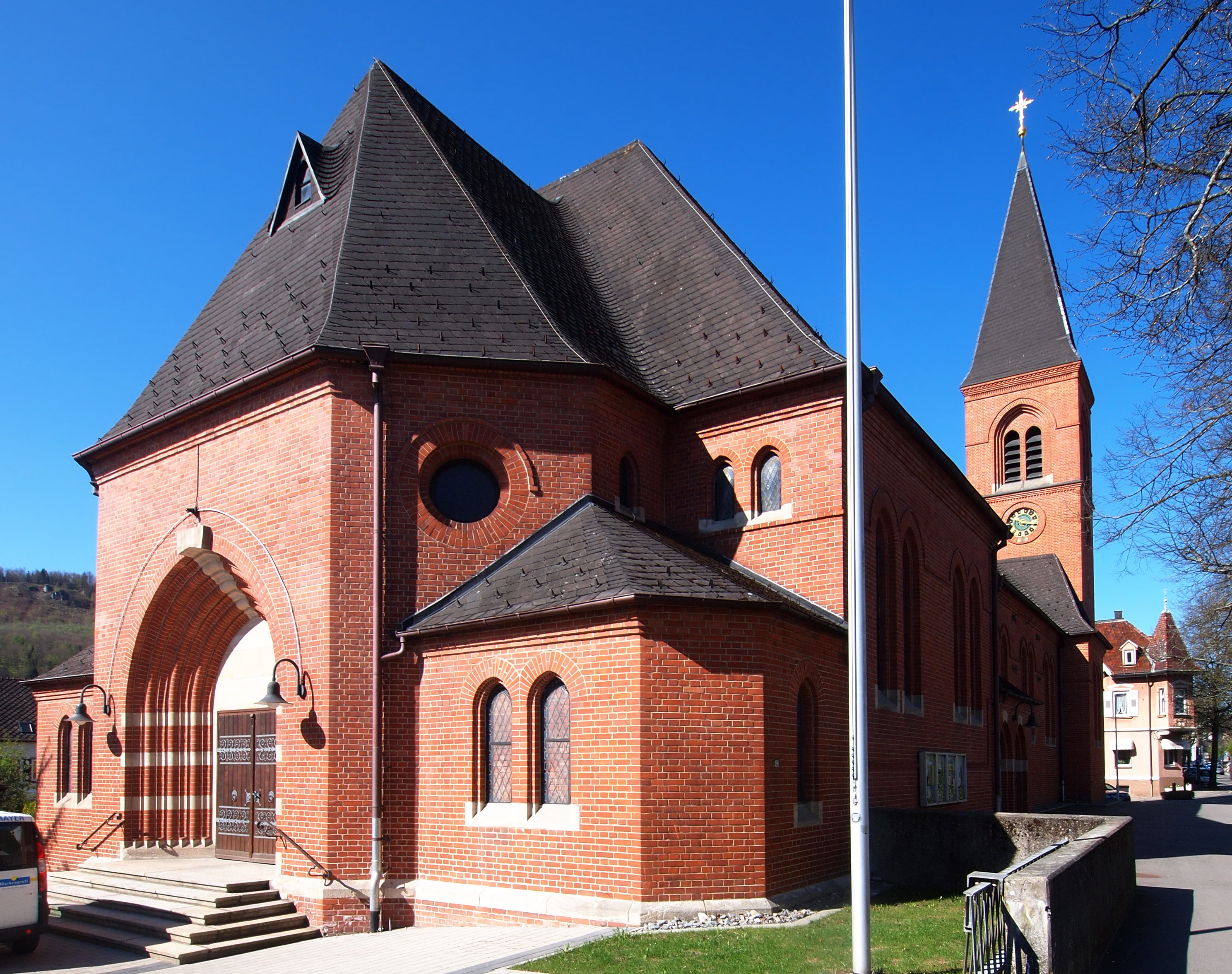
St. Josef
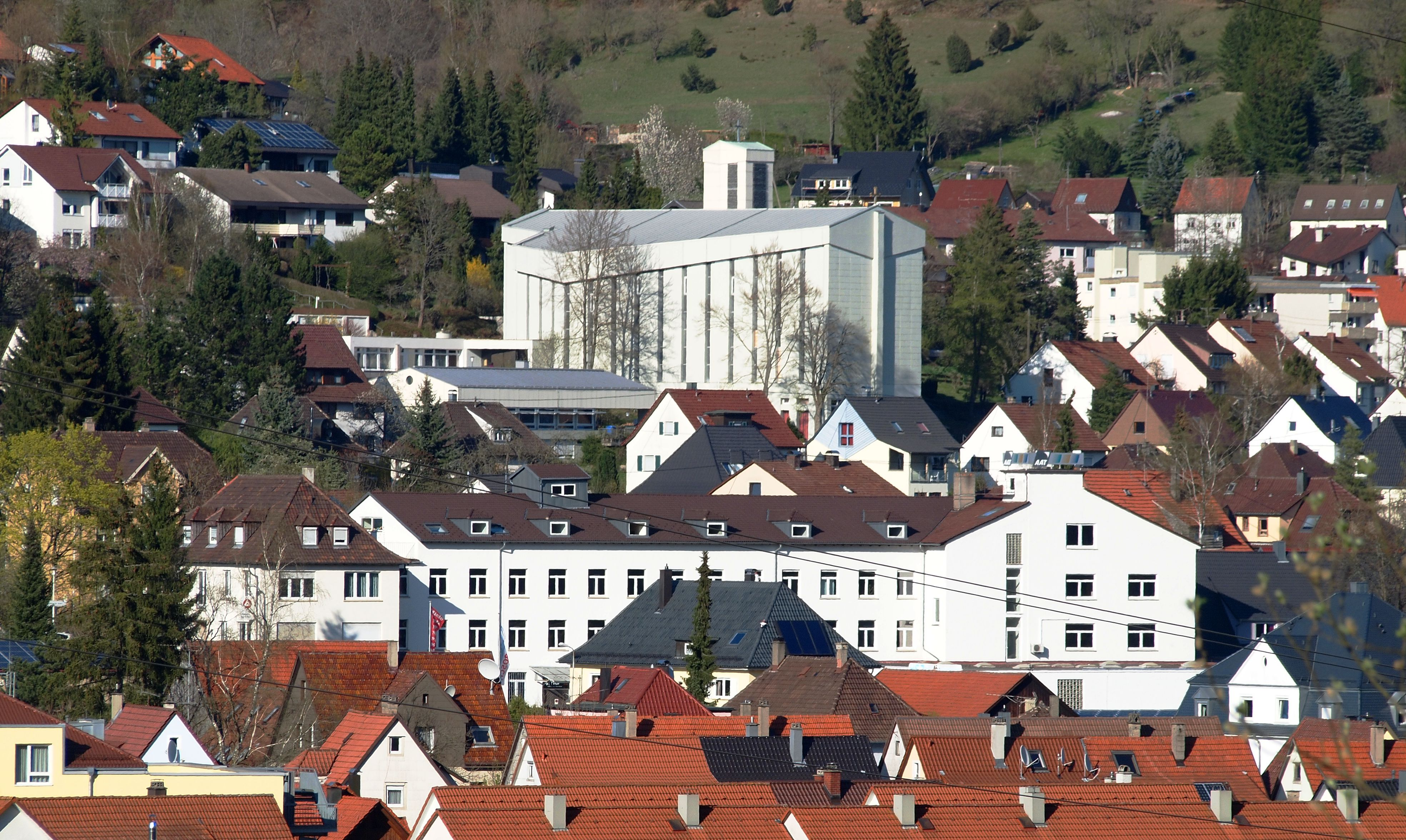
Heilig-Kreuz-Kirche
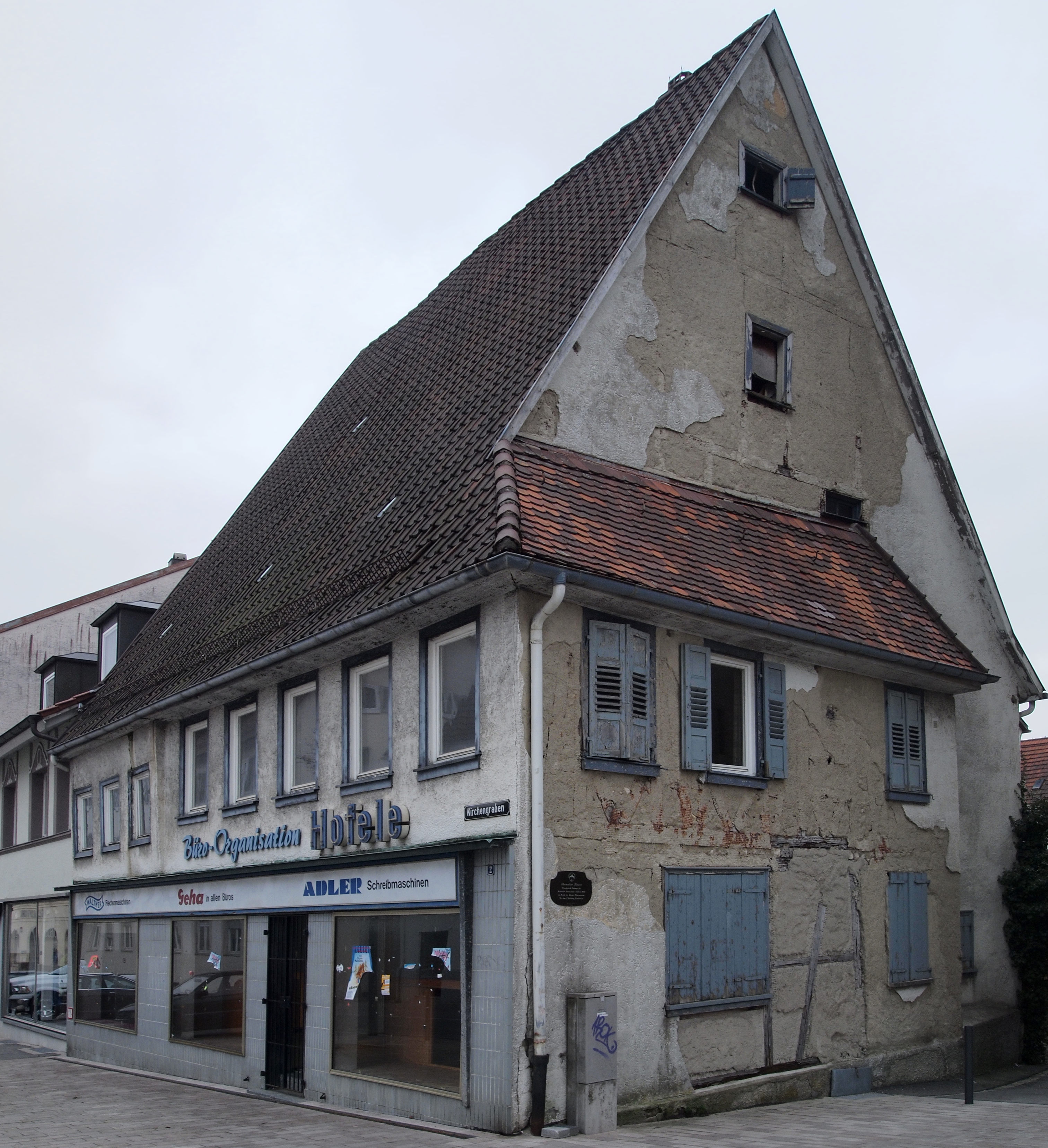
ehem. Klause
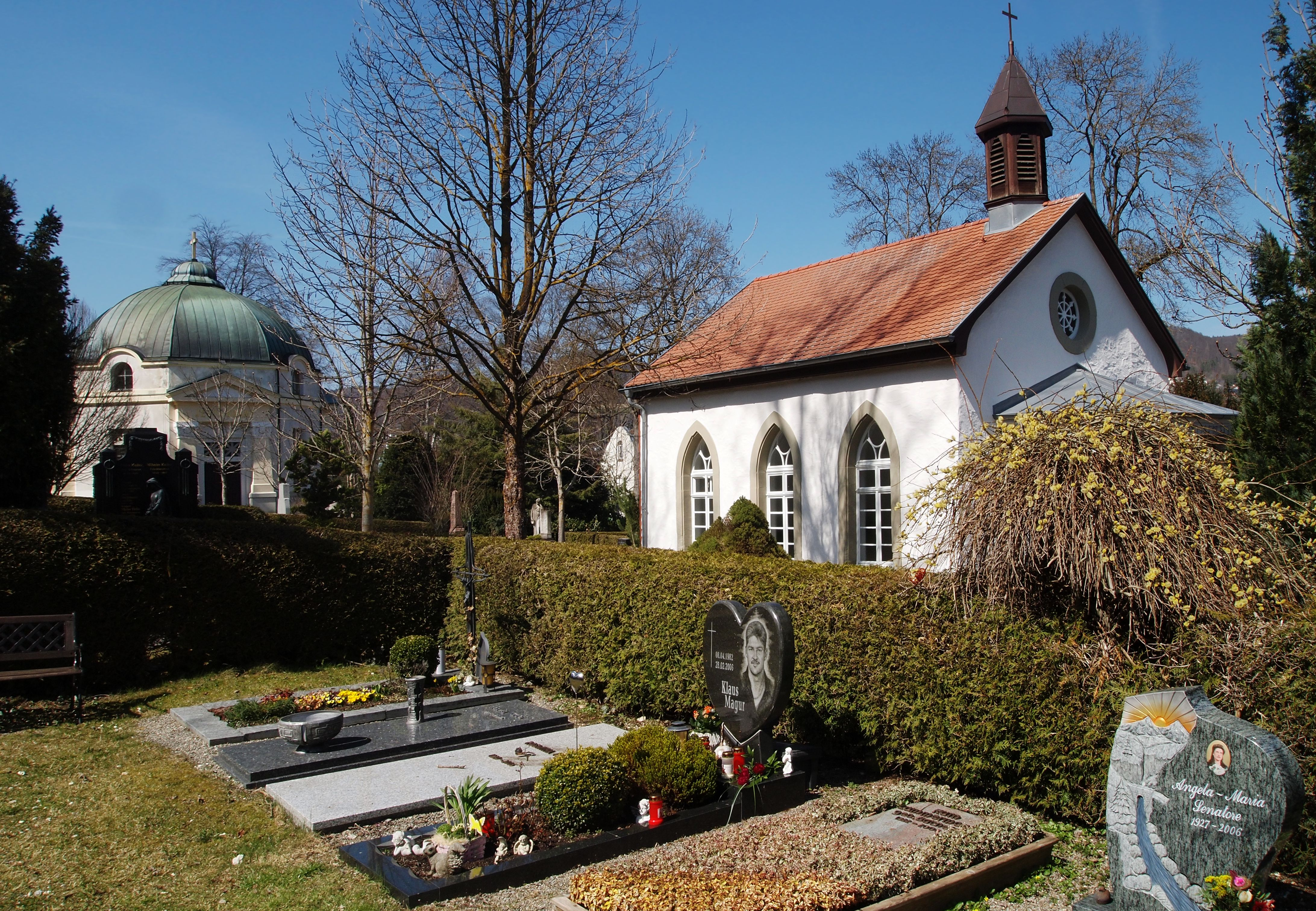
Neue und alte Friedhofskapelle
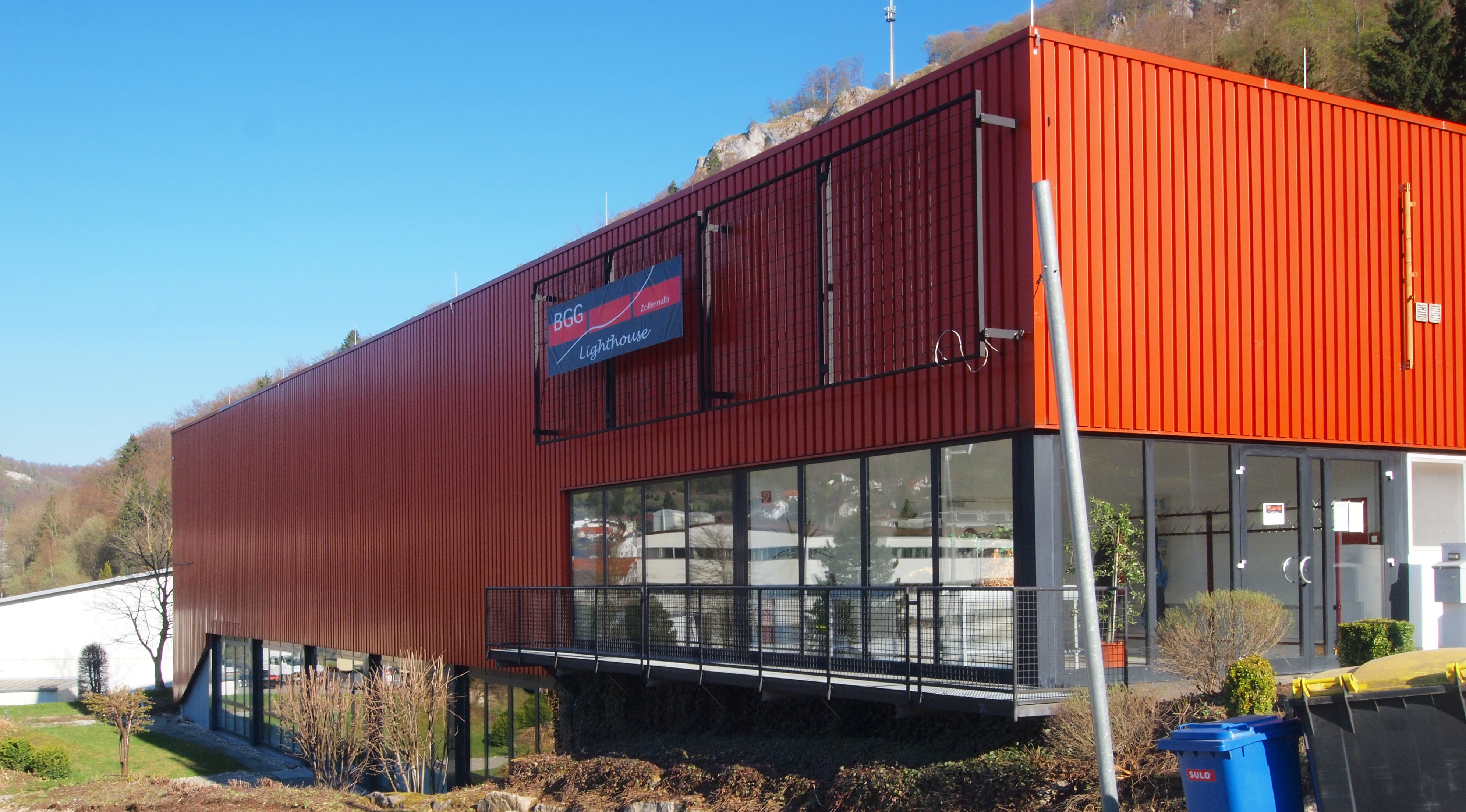
BGG-Lighthouse

#### Profanbauten

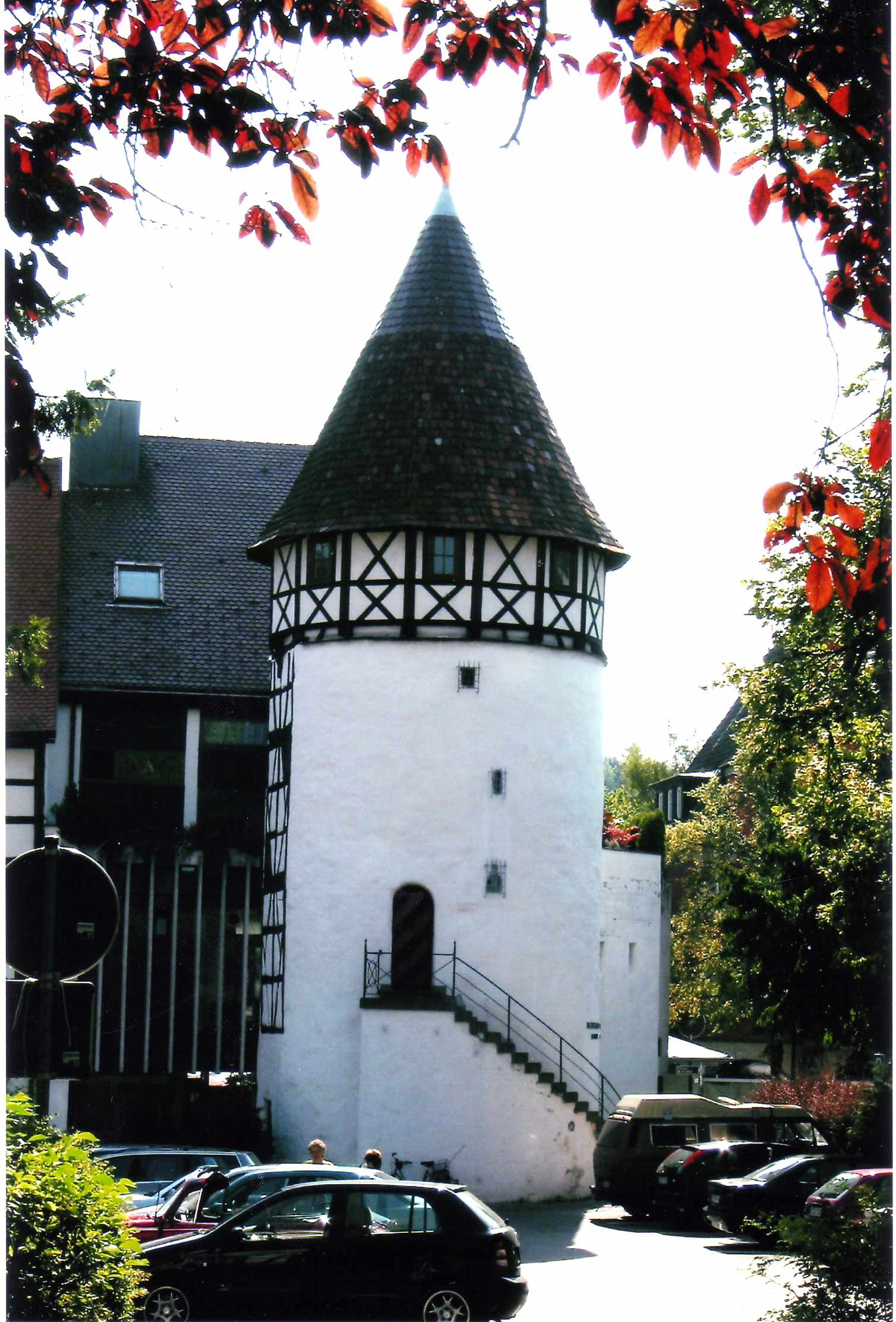
Bürgerturm

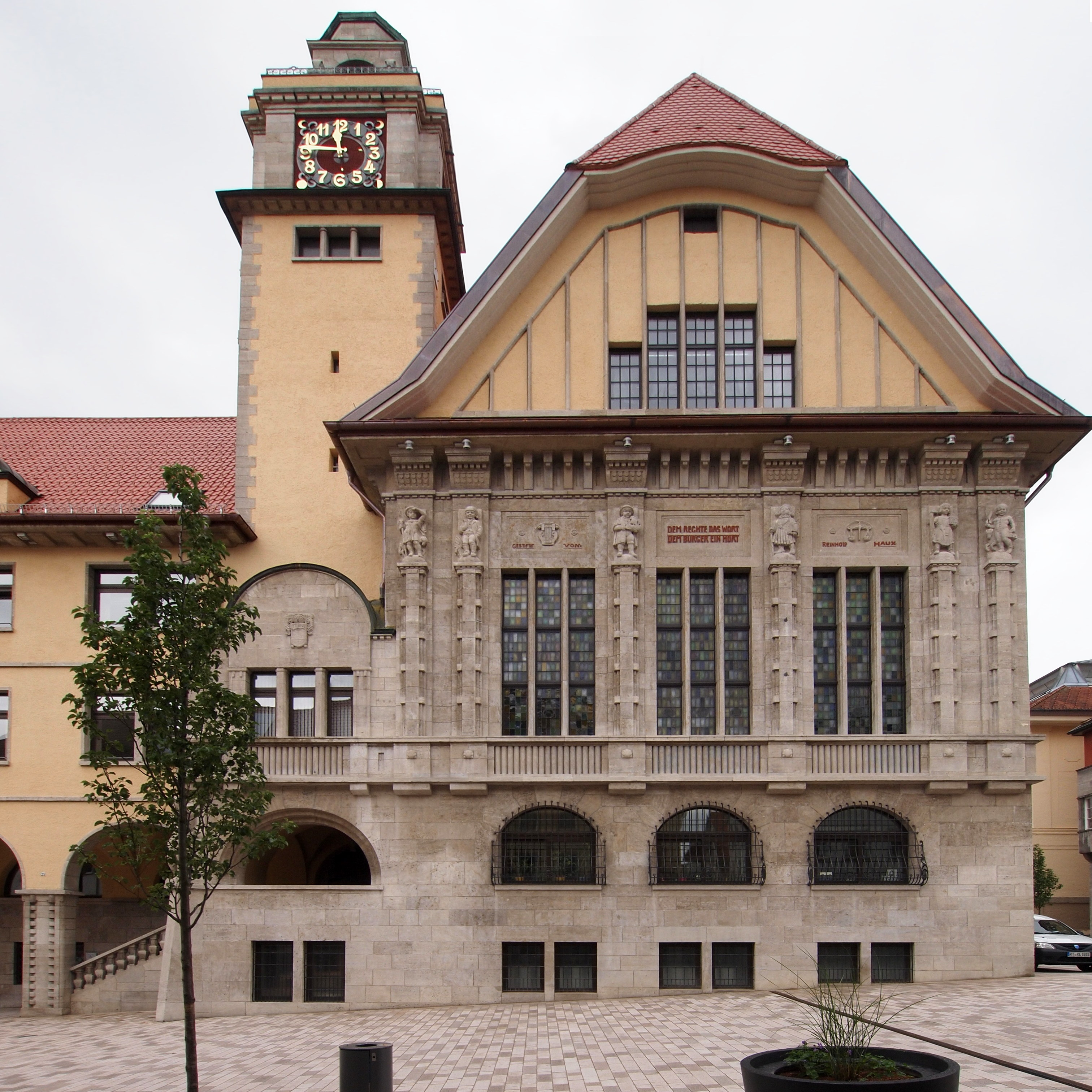
Das Rathaus von Albstadt in Ebingen

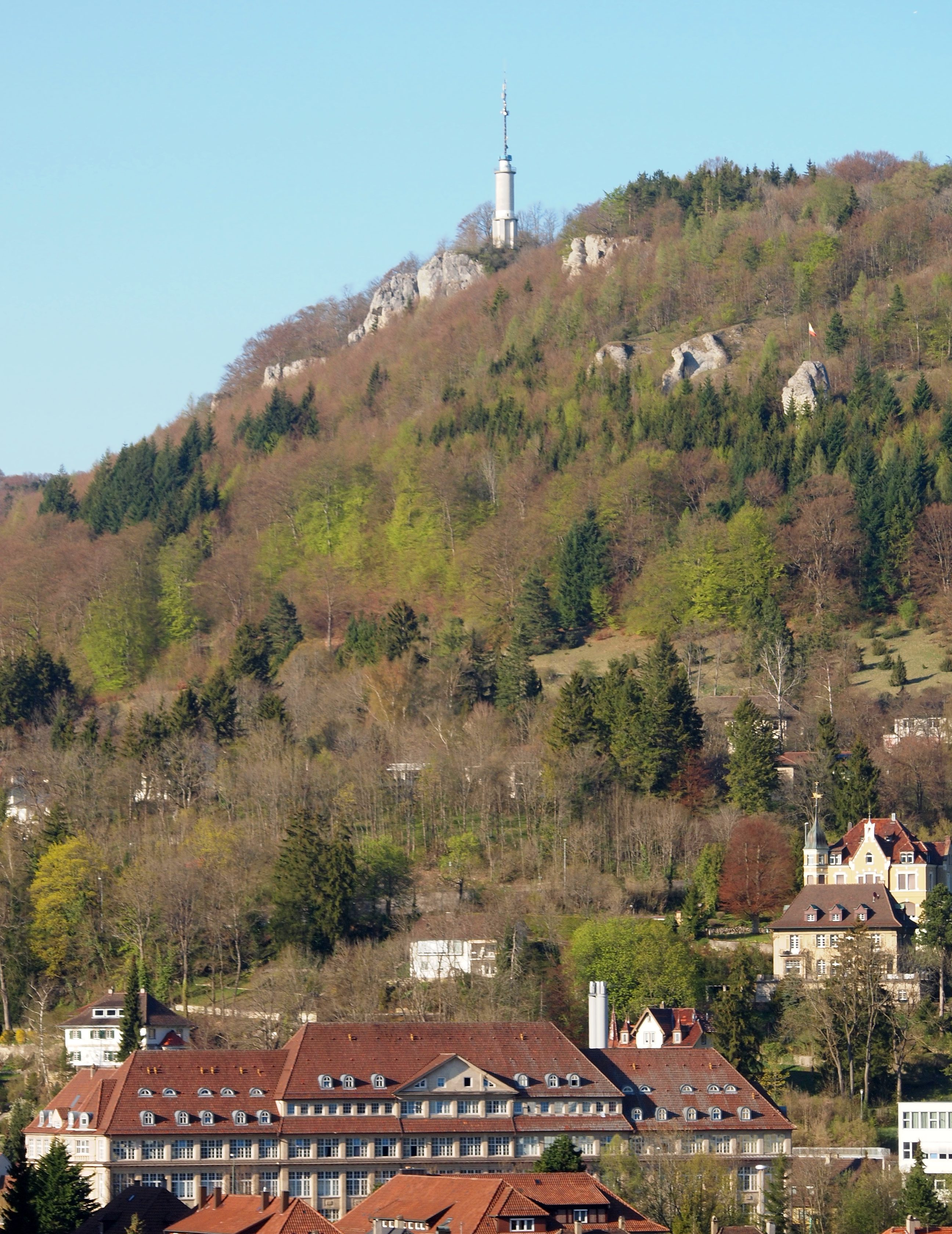
Schlossfelsenturm und Fabrikgebäude Haux

Von der ehemaligen Stadtbefestigung ist nur wenig erhalten. Markant ist der Bürgerturm aus der Zeit um 1500, eines der Wahrzeichen Ebingens. Zu nennen sind außerdem der so genannte Malefizturm und das einzige sichtbare Stück Stadtmauer unmittelbar daneben.
Bemerkenswerte Fachwerkhäuser:
- Der Kräuterkasten stammt aus der zweiten Hälfte des 15. Jahrhunderts mit schönem alemannischem Fachwerk. Er wurde ursprünglich als Kornspeicher der württembergischen Obrigkeit und im 19. Jahrhundert zum Lagern von Kräutern verwendet. Heute beherbergt dieses Gebäude ein kleines Museum für Naturkunde und Archäologie und einen Bürger-Treff.
- Die Alte Schule diente vor der Reformation als Pfarrhaus, nach der Reformation als Schule. Der jetzige Bau stammt aus dem Jahr 1717. Heute sind hier der Schwäbische Albverein und das Ebinger Heimatmuseum untergebracht.
- Die Alte Kanzlei wurde im 15. Jahrhundert erbaut und diente bis zum Bau des Rathauses 1913 als Kanzlei des Stadtschultheißen und damit als Sitz der Stadtverwaltung.
- Das Hospiz ist ein markantes Fachwerkhaus, in dem einst der Ebinger Amtmann residierte. Das Gebäude brannte 1731 ab und wurde anschließend neu errichtet. 1885 kam es in den Besitz des Evangelischen Vereins, dem es bis vor wenigen Jahren gehörte. Im Jahr 2011 wurde das denkmalgeschützte Gebäude kernsaniert.
- Das Schlößle ist ein Fachwerkbau mit Mansardenwalmdach.[22] Das Verwaltungsgericht konnte in einem Prozess 2017 den Abbruch des denkmalgeschützten Gebäudes verhindern.[23] Nach einer fachgerechten Renovierung ist das Gebäude wieder vermietet.[24]

Weitere Sehenswürdigkeiten:
- Marktbrunnen mit Ritterfigur (Renaissance-Ritter) aus dem Jahr 1545, die im Volksmund „Herzog Ulrich“ genannt wird. Die Figur wurde um 1960 durch eine Kopie ersetzt, das Original befindet sich heute in der Stadtbücherei.
- Ebinger Festhalle, erbaut 1894, 2003 um einen Anbau erweitert.[25] Stätte für Kulturveranstaltungen.[26] Pläne für einen Abbruch, wegen nicht erfolgter Renovierung, zugunsten einer Kulturhalle, wurden nach Protesten und Finanzierungsschwierigkeiten gestoppt.[27] Die Halle unterliegt dem Bestandsschutz und ist in der vorliegenden Form für 910 Besucher genehmigt. Wünschenswert sind Fluchttreppentürme vor dem Gebäude zur sicheren Nutzung der Emporen.
- Ebinger Rathaus, erbaut 1912/1913 im Reformstil mit Jugendstil-Einflüssen nach Entwürfen des Stuttgarter Architekten Martin Elsaesser mit Stadtbaumeister Leonhard Schrein. Es ist mit einem wuchtigen Schaugiebel zur Marktstraße hin versehen sowie mit zahlreichen Schmuckelementen, die seinerzeit von Ebinger Bürgern gestiftet wurden.
- In der Fußgängerzone von Ebingen wurden 1991 von Ernst-Reinhart Böhlig entworfene dickleibige Comicfiguren mit blanken Hinterteilen aufgestellt, die er „Xingles“ nannte und die seither die Ebinger Altstadt mitprägen. Diese Skulpturen sind umstritten, nicht zuletzt, weil für deren Aufstellung ein historischer Altstadtbrunnen versetzt werden musste.
- Zahlreiche Fabriken aus der Zeit um 1900 in Ebingen. Als Auswahl seien die 1897 errichtete ehemalige Samtfabrik Traugott Ott, die ehemalige Samtfabrik Gottlieb Ott & Sohn und die ehemalige Waagenfabrik Gottlieb Kern genannt.
- Wohnhäuser der Fabrikbesitzer, wie die beiden Villen Haux (die alte Villa Haux wurde 1907 in einer spektakulären Gebäudeversetzung auf die andere Seite der Gartenstraße verschoben, um Platz für die neue Villa Haux zu machen).

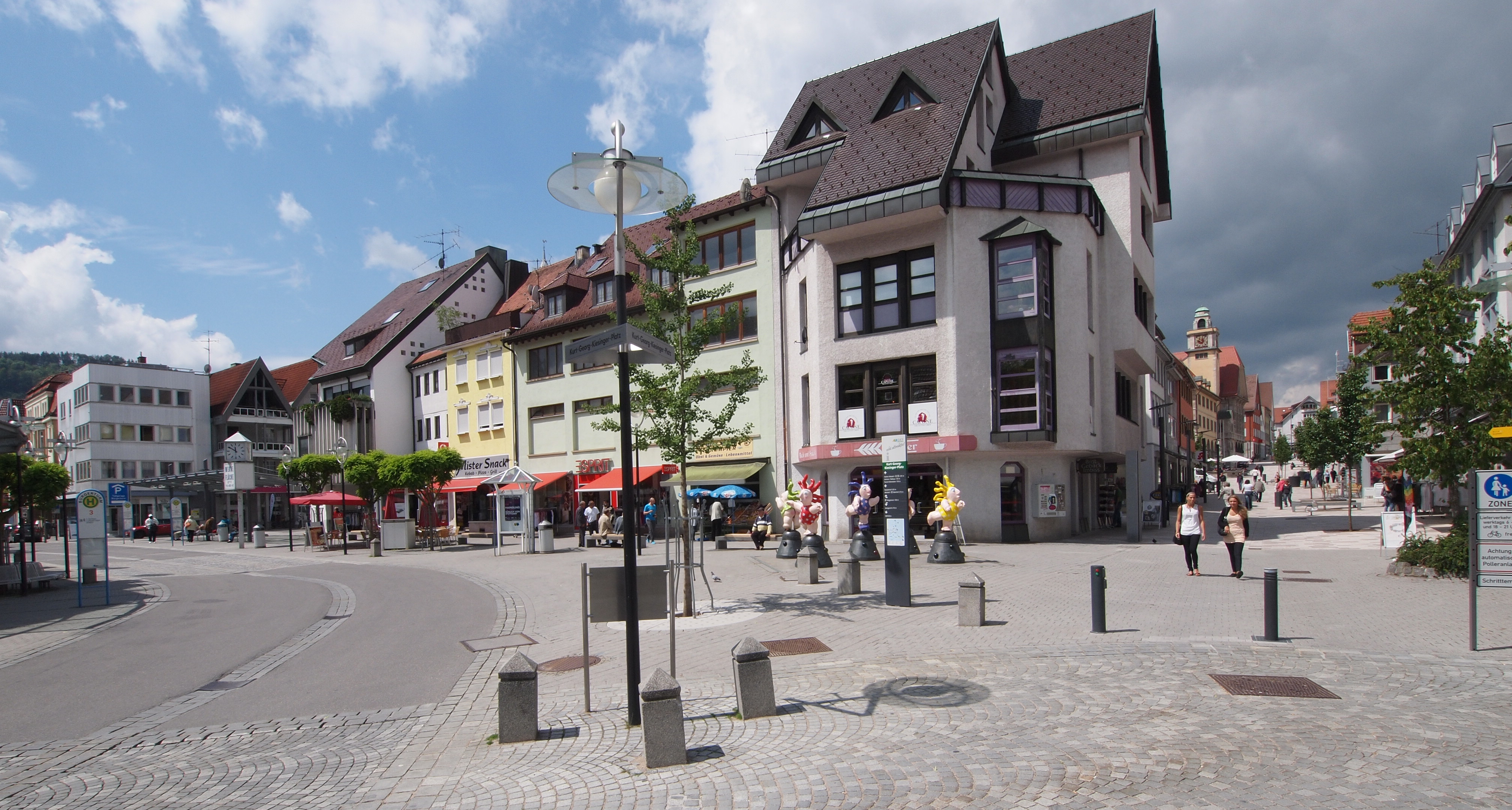
Kurt-Georg-Kiesinger-Platz und Marktstraße
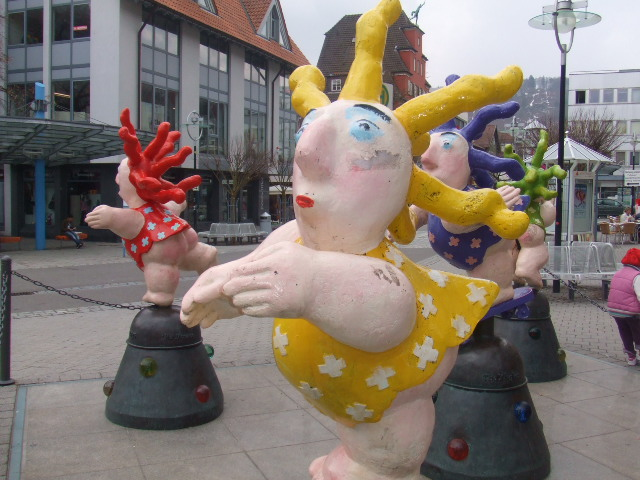
„Xingles“ Skulpturen in der Unteren Vorstadt
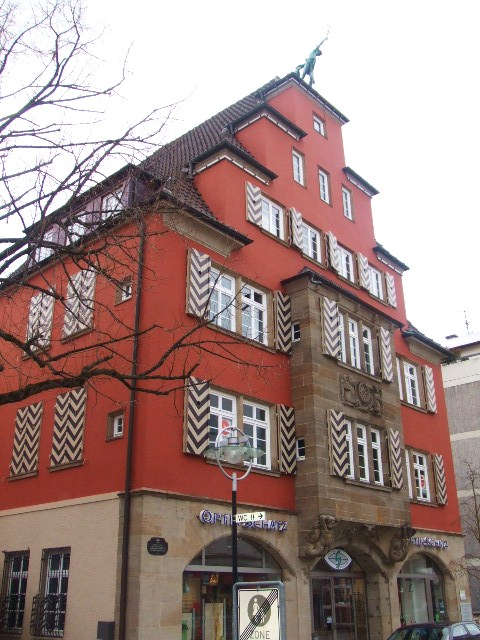
Merkur-Haus in der Bahnhofstraße
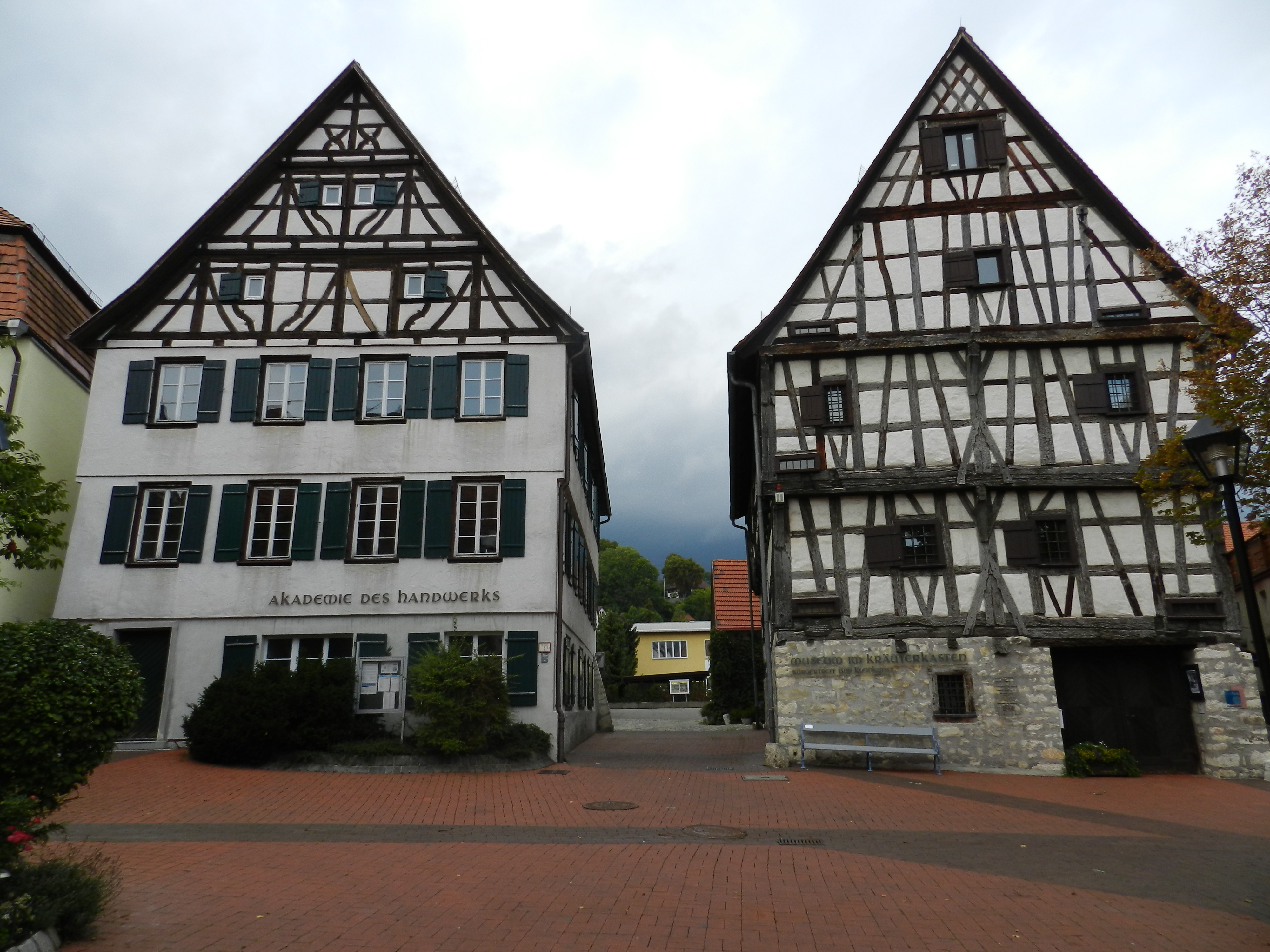
Martinsfruchtkasten, Kräuterkasten
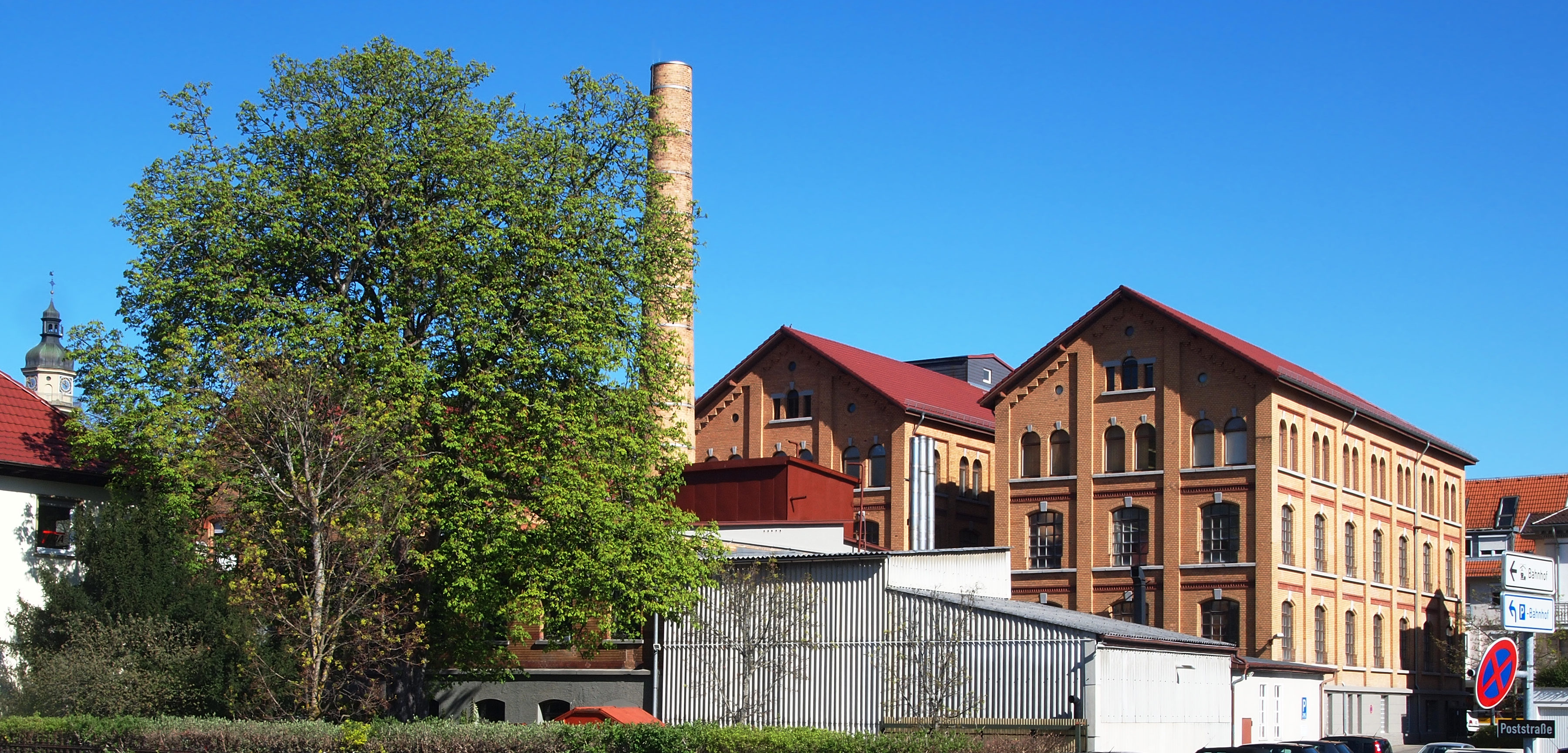
Ehemalige Samtfabrik
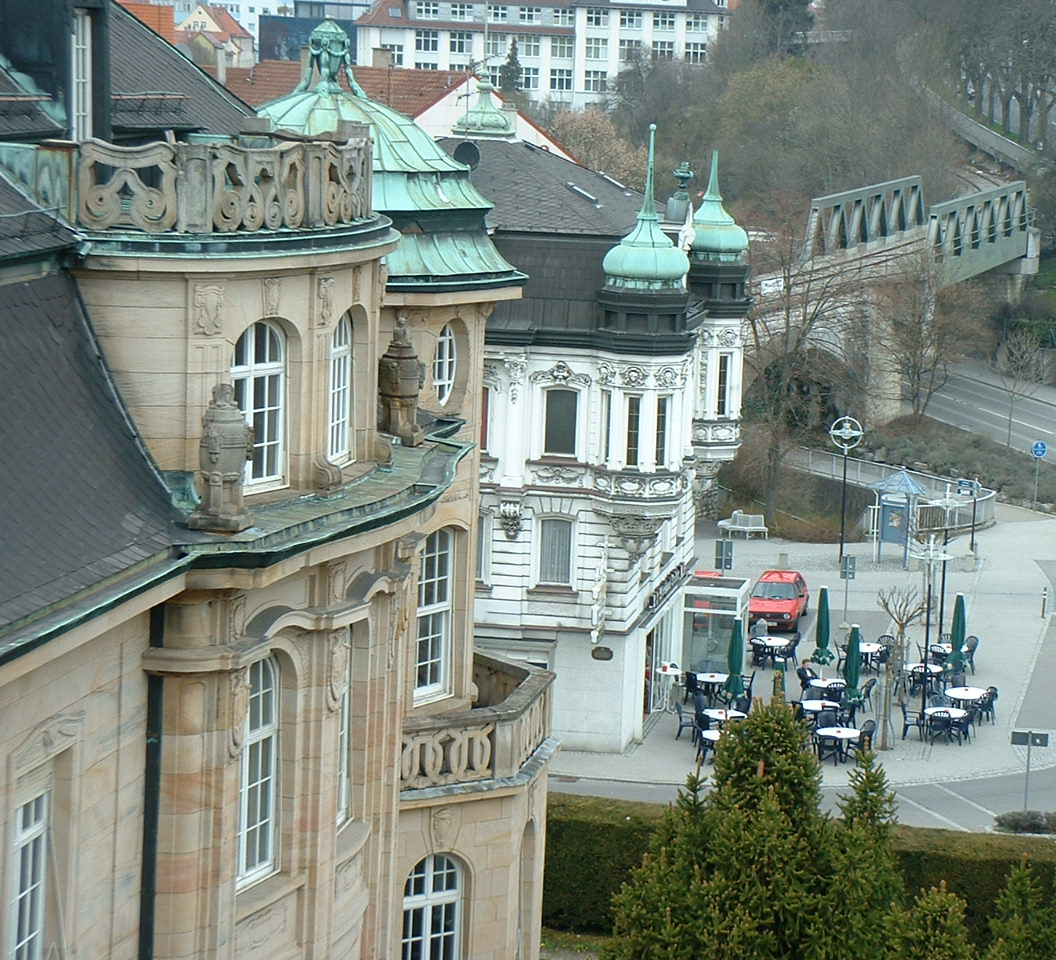
Neue und alte Villa Haux
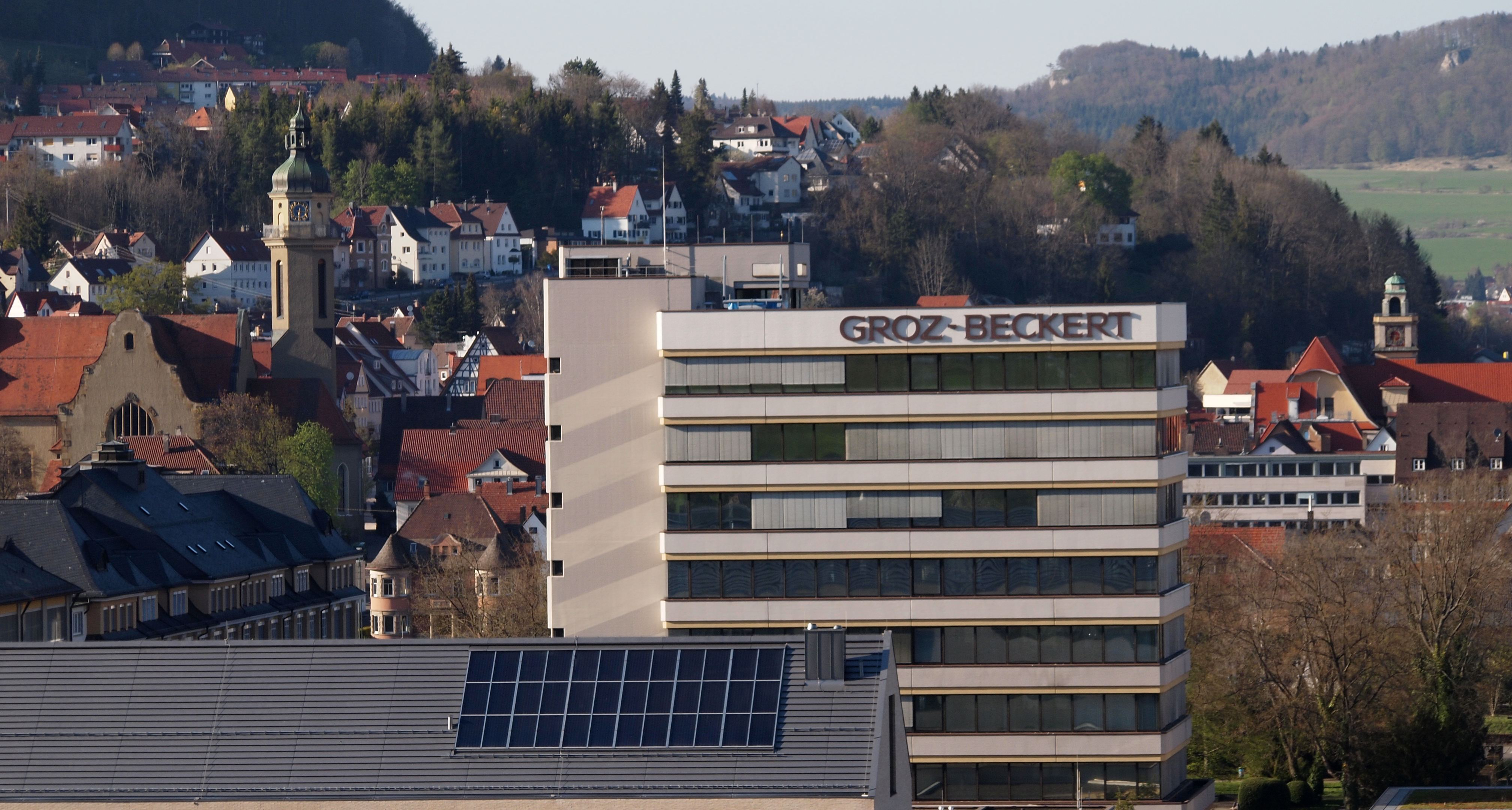
Groz-Beckert-Hochhaus zwischen Kirchturm und Rathausturm
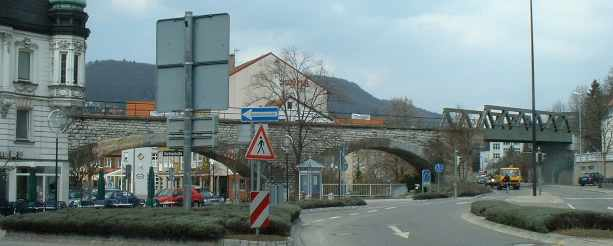
Talgangbahn-Viadukt nahe der Villa Haux
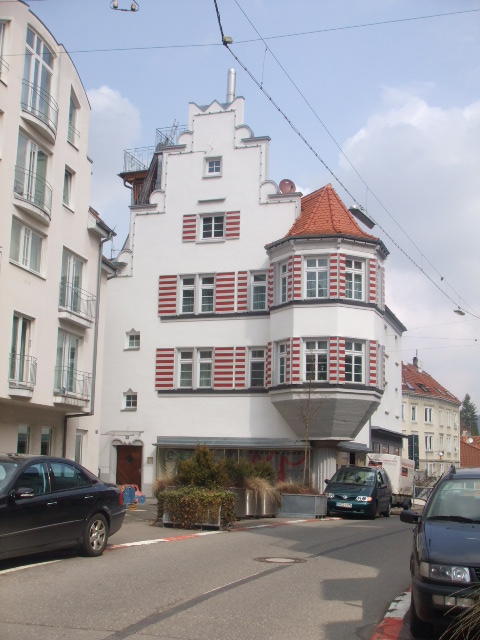
Gebäude in der Oberen Vorstadt
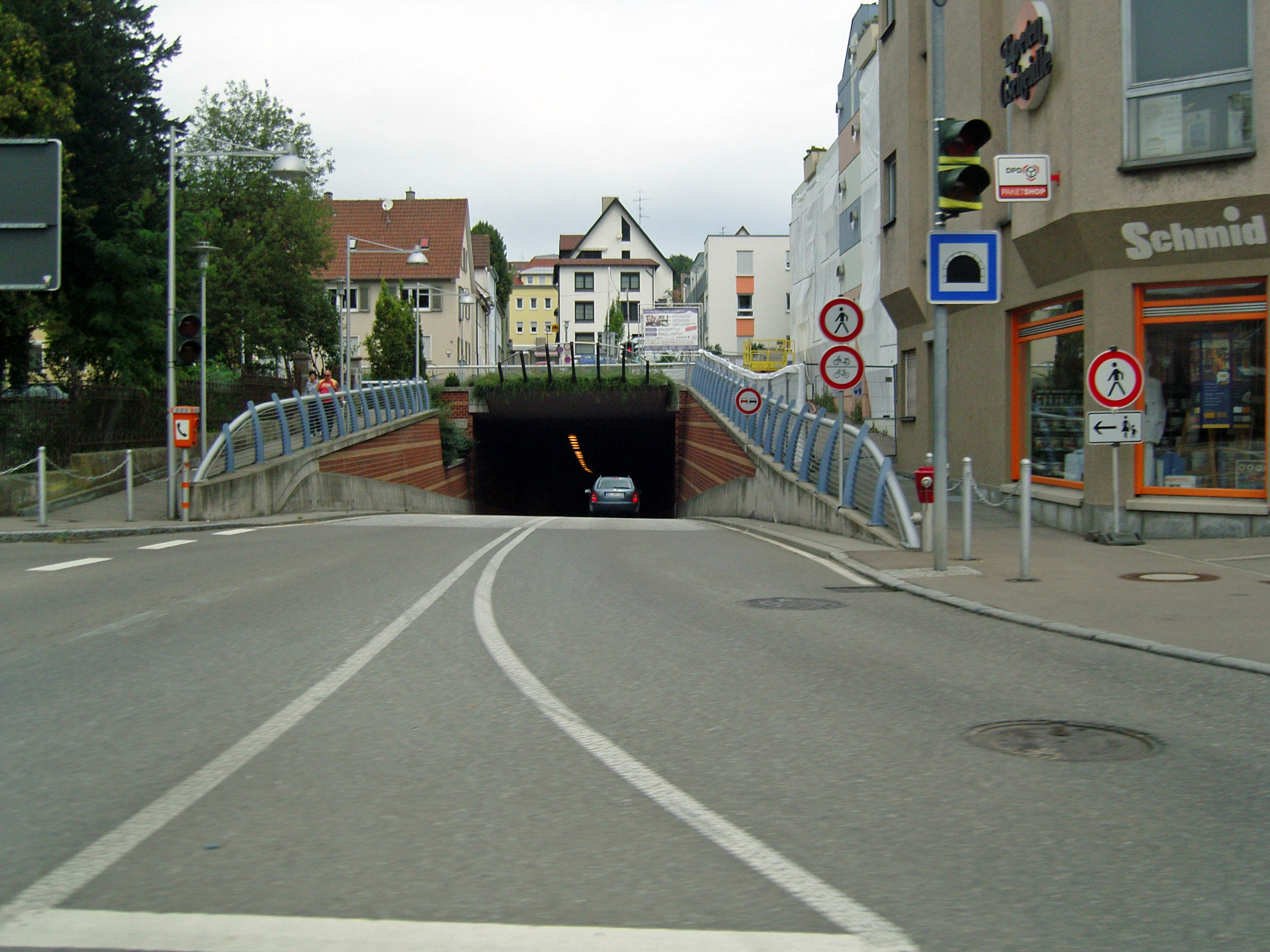
Südeinfahrt des Tunnels Ebingen

### Sport
Der Wintersportverein Ebingen unterhält den längsten Schlepplift der Südwestalb mit einer Länge von 600 Metern. Zudem gibt es eine Beschneiungsanlage. Für Kinder und Übende steht noch ein kleiner Lift von 60 Metern Länge zur Verfügung, außerdem gibt es eine 11,56 Kilometer lange gespurte klassische Loipe und eine 7,09 Kilometer lang gewalzte Skating-Loipe am Meßstetter Berg.
Neben dem Wintersport zählt der Radsport zu den beliebtesten Sportarten der Region. Jeden Sommer findet der überregional bekannte Albstadt-Bike-Marathon statt.
Der in Ebingen beheimatete FC 07 Albstadt ist der größte Fußballverein der Stadt und spielt in der Landesliga Württemberg.

## Landwirtschaft
Neben Ackerbau und Viehzucht wird in Ebingen auch Obst und Gemüse angebaut. Die in Hohenheim ausgebildeten Baumwarte betrieben einst in Ebingen zwei Baumschulen. 1880 expandierte die Obstzucht laut der Oberamtsbeschreibung: „Spätobst geräth gerne. Luikenapfel und Zwetschgen wiegen vor. Die Gemeinde hat eine Baumschule, ebenso ein Privatmann; doch bezieht man die Jungstämme meistens von Laufen, Dürrwangen und Zillhausen. Das Obst wird zum Theil vermostet, meist aber grün gegessen“. 1878 gab es in Ebingen 470 hochstämmige Birnbäume, 3000 Apfelbäume, 1200 Zwetschgen und Pflaumenbäume sowie 200 Kirschbäume. Neben Privatgärten wurde auch in Alleen gepflanzt. König Wilhelm nutzte eine Dienstbarkeit der Straßen für die Anpflanzungen auf fremdem Grund. Auch die Baumschulen der Brüdergemeinden verschenkten Obstbäume in der Gegend. An der alten Landstraße nach Straßberg (48° 11′ 35,96″ N, 9° 4′ 5,8″ O) wurden Nachpflanzungen weiterer Reihen von Grundstücksbesitzern vorgenommen. Die original erhaltene Allee befindet sich im Besitz des Landes Baden-Württemberg, die angrenzenden Bäume sind in Privatbesitz. An diesem Abschnitt wurde die Straße über die Bahnlinie verlegt, somit stören die weit ausladenden Bäume hier nicht und konnten erhalten werden. 2018 wurden die Hecken unter den Alleebäumen weggefräst, 15 Nachpflanzungen historischer Birnbaumsorten wurden im Herbst vorgenommen. Die robusten Obstsorten werden als Hochstämme vom Naturschutzzentrum in Beuron über Sammelbestellungen bereitgestellt. Heute fördert ein professioneller Obstbaufachberater im Landratsamt den Streuobstanbau unter Berücksichtigung ökologischer Aspekte.
Auch der NABU kümmert sich um das Streuobst.

## Bildung
Ebingen verfügt über viele Schulen sowie höhere Bildungseinrichtungen.
Grundschulen:
- Kirchgrabenschule
- Oststadtschule

Grund-, Haupt- und Werkrealschulen:
- Schalksburgschule
- Hohenbergschule

Realschule:
- Schlossbergrealschule

Gymnasien:
- Gymnasium Ebingen (Allgemeinbildendes Gym.)

Berufsschulen/Berufl. Gymnasien:
- Wirtschaftsgymnasium (Walter-Groz-Schule)
- Hauswirtschaftliche Schule mit ernährungswissenschaftlichem und biotechnologischem Gymnasium
- Private Modeschule[39][40]

Hochschule:
- Hochschule Albstadt-Sigmaringen
- Staatliches Seminar für Didaktik und Lehrerbildung (Grund- und Hauptschulen)

## Söhne und Töchter von Ebingen
- Konrad Blicklin (genannt Konrad Ebinger, um 1462–1534), Rechtsprofessor in Tübingen
- Johann Christoph von Schmid (1756–1827), Theologe, Generalsuperintendent in Ulm
- Jacob Friedrich Schmid (1777–1824), Bankier in Augsburg
- Karl Klunzinger (1799–1861), Pfarrer, Schriftsteller und Heimatforscher
- Johann Jakob Wolfer (1799–1851), württembergischer Oberamtmann
- Johann Martin Landenberger (1804–1873), Unternehmer, Landtagsabgeordneter
- Johannes Maute (1806–1882), Unternehmer und Pionier der Rundwirkstühle[41]
- Gustav Friedrich Oehler (1812–1872), Theologe und Hochschullehrer
- Johannes Landenberger (1818–1880), Pädagoge
- Karl August Weinheimer (1819–1898), Oberamtmann
- Theodor Groz (1828–1892), Fabrikant
- Paul Landenberger (1848–1939), Kaufmann und Uhrenfabrikant
- Wilhelm Dodel (1850–1934), legendärer Oberamtsrichter in Marbach am Neckar und Blaubeuren („der schwäbische Salomo“); nach ihm ist die Wilhelm-Dodel-Gasse in Ebingen benannt
- Friedrich Haux (1860–1929), Fabrikant
- Christian Landenberger (1862–1927), impressionistischer Maler (Landschaftsbilder) und Professor an der Kunstakademie Stuttgart
- Johannes Jehle (1881–1935), Orgelbauer, Komponist, Musikverleger, Chorleiter
- Friedrich Haux (1887–1966), Fabrikant und Politiker
- Gustav Stierle (1888–1939), Oberamtmann und Landrat
- Anne Maag (1890–1934), Lyrikerin, Schriftstellerin und Farmerin in Deutsch-Südwestafrika
- Franz Dreher (1898–1977), Politiker
- Walther Groz (1903–2000), Fabrikant und Oberbürgermeister von Ebingen 1948 bis 1960
- Kurt Georg Kiesinger (1904–1988), Bundeskanzler der Bundesrepublik Deutschland, nach ihm ist der Kurt-Georg-Kiesinger-Platz in Ebingen benannt
- Walter Ott (1904–1960), Politiker (FDP/DVP), Landtagsabgeordneter
- Hermann Raff (1905–1941), Mathematiker und Bibliothekar
- Karl Bodmer (1911–1955), Motorradrennfahrer
- Hans Sautter (1912–1984), Ophthalmologe
- Martin Friedrich Jehle (1914–1982), Klavierbaumeister, Chorleiter, Musikhistoriker
- Hans Fäh (1916–1984), Aquarellmaler
- Ernst Biekert (1924–2013), Chemiker und Manager
- Karl-Fritz Daiber (1931–2025), Praktischer Theologe und Religionssoziologe
- Jörg Gühring (1935–2021), Unternehmer
- Günther Schweizer (1938–2020), Geograph und Genealoge
- Günther Hörmann (* 1940), Filmregisseur und Kameramann
- Birgit Cramon Daiber (* 1944), Politikerin (Die Linke, Bündnis 90/Die Grünen), MdEP
- Hans-Ulrich Küpper (* 1945), Professor für Betriebswirtschaftslehre
- Ulli Pfau (* 1951), Dokumentarfilm-Produzent
- Volker Jehle (* 1954), Schriftsteller, Literaturwissenschaftler, Herausgeber
- Gerd Stiefel (* 1959), Leitender Kriminaldirektor und Autor historischer Romane und Kriminalliteratur
- Konrad Klek (* 1960), evangelischer Theologe, Pfarrer, Organist, Kirchenmusiker, Universitätsmusikdirektor und Hochschullehrer
- Matthias Maute (* 1963), Blockflötist und Komponist
- Tanja Grandits (* 1970), Köchin
- Antje von Dewitz (* 1972), Unternehmerin
- Arndt Kiehnle (* 1973), Hochschulprofessor (Rechtswissenschaften)
- Thomas Bareiß (* 1975), Politiker (CDU)
- Martin Rominger (* 1977), mehrfacher Weltmeister im Kunstradfahren
- Andreas Jetter (* 1978), Pianist, Organist, Kirchenmusiker
- Florian Fritsch (* 1978), Unternehmer
- Eva Biringer (* 1989), Journalistin und Autorin
- Florian Gerteis (* 1996), Schauspieler
- Emma Weiß (* 2000), Freestyle-Skierin